# Wolfgang Amadeus Mozart
Wolfgang Amadeus Mozart (AFI: ˈvɔlfgaŋ amaˈdeʊs ˈmoːtsaʁtⓘ), batizado Johannes Chrysostomus Wolfgangus Theophilus Mozart, (Salzburgo, 27 de janeiro de 1756 – Viena, 5 de dezembro de 1791) foi um prolífico e influente compositor austríaco do período clássico.
Mozart mostrou uma habilidade musical prodigiosa desde sua infância. Já competente nos instrumentos de teclado e no violino, começou a compor aos cinco anos de idade, e passou a se apresentar para a realeza europeia, maravilhando a todos com seu talento precoce. Chegando à adolescência, foi contratado como músico da corte em Salzburgo, porém as limitações da vida musical na cidade o impeliram a buscar um novo cargo em outras cortes, mas sem sucesso. Ao visitar Viena em 1781 com seu patrão, desentendeu-se com ele e solicitou demissão, optando por ficar na capital, onde, ao longo do resto de sua vida, conquistou fama, porém pouca estabilidade financeira. Seus últimos anos viram surgir algumas de suas sinfonias, concertos e óperas mais conhecidos, além de seu Requiem. As circunstâncias de sua morte prematura deram origem a diversas lendas. Deixou uma esposa, Constanze, e dois filhos.
Foi autor de mais de seiscentas obras, muitas delas referenciais na música sinfônica, concertante, operística, coral, pianística e camerística. Sua produção foi louvada por todos os críticos de sua época, embora muitos a considerassem excessivamente complexa e difícil, e estendeu sua influência sobre vários outros compositores ao longo de todo o século XIX e início do século XX. Hoje Mozart é visto pela crítica especializada como um dos maiores compositores do ocidente, conseguiu conquistar grande prestígio mesmo entre os leigos, e sua imagem se tornou um ícone popular.

## Biografia

### Família e primeiros anos
Mozart nasceu em Salzburgo em 27 de janeiro de 1756, sendo batizado no dia seguinte na catedral local. O nome completo que recebeu foi Joannes Chrysostomus Wolfgangus Theophilus Mozart, e teve como padrinho Joannes Theophilus Pergmayr. Mais tarde Mozart preferiu ter seu nome Theophilus chamado em suas versões francesa ou germânica, respectivamente Amadé e Gottlieb, mais raramente a forma latina, Amadeus. Os primeiros dois nomes só foram usados em suas primeiras publicações, e adotou a forma germânica Wolfgang em vez da latina Wolfgangus. Foi o sétimo e último filho de Leopold Mozart e Anna Maria Pertl. De todas as crianças somente ele e uma irmã, Maria Anna, apelidada Nannerl, sobreviveram à infância. A família do pai era oriunda da região de Augsburgo, tendo o sobrenome sido registrado desde o século XIV, aparecendo em diversas formas diferentes — Mozarth, Motzhart, Mozhard ou Mozer. Muitos de seus membros se dedicaram à cantaria e construção, e alguns foram artistas. A família da mãe era da região de Salzburgo, composta em geral por burgueses da classe média.

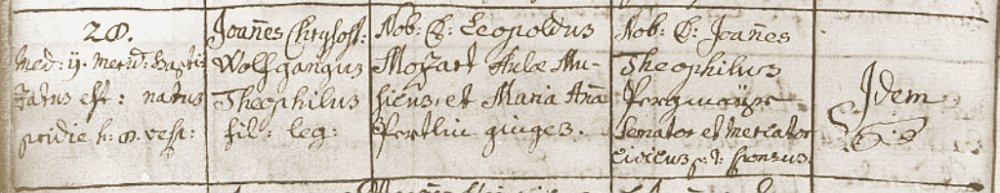
Registro de batismo de Mozart

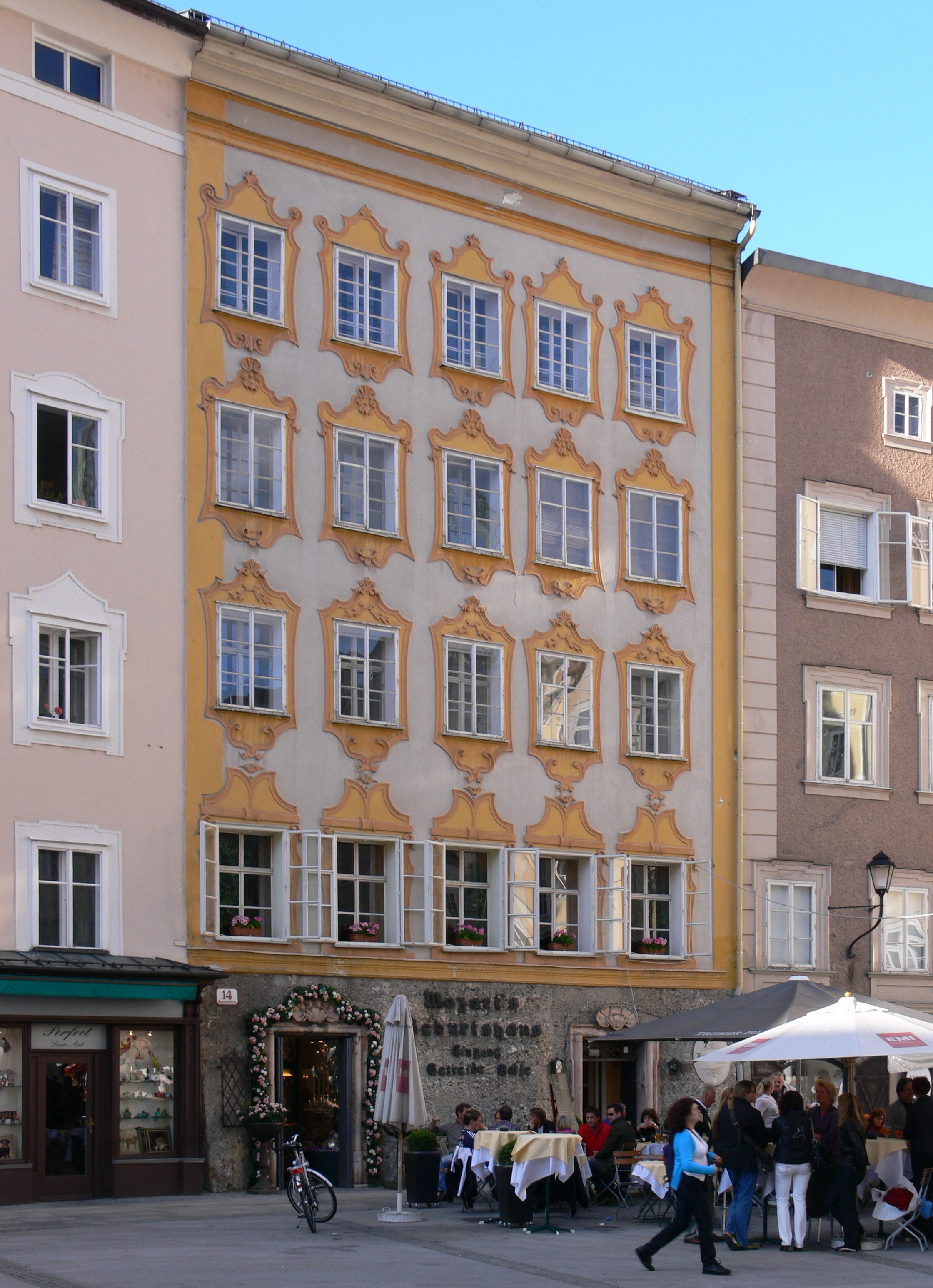
Casa onde Mozart nasceu

Retrato de Mozart, 1763, possivelmente de Pietro Antonio Lorenzoni — Internationale Stiftung Mozarteum.

Assim que o talento de Mozart foi reconhecido, isso em seus primeiros anos de vida, o pai, músico experiente e violinista afamado, abandonou suas pretensões pedagógicas e compositivas para dedicar-se à educação do filho e de sua irmã Nannerl, que também cedo manifestou extraordinários dotes musicais, demonstrando porém clara preferência por Wolfgang e considerando-o um milagre divino. Parece certo que boa parte do profissionalismo que Wolfgang veio a exibir em sua maturidade se deveu à rigorosa disciplina imposta pelo seu pai. O seu aprendizado musical começou com a idade de quatro anos. Leopold havia compilado em 1759 um volume de composições elementares para o aprendizado de sua filha, que também serviu como manual didático para o irmão. Neste volume Leopold anotou as primeiras composições de Mozart, datadas de 1761, um Andante e um Allegro para teclado, mas é impossível determinar até que ponto são obras integrais de Mozart ou se trazem contribuição paterna.

### Primeiras viagens
Logo as crianças estavam aptas para se apresentar publicamente, e no mesmo ano de 1761 Mozart fez sua primeira aparição como menino-prodígio, em uma récita de obras de Johann Eberlin na Universidade de Salzburgo. Em seguida iniciou-se um período de cerca de vinte anos em que fez extensas viagens pela Europa, organizadas privadamente por Leopold com os objetivos declarados de consagrar seus filhos como gênios precoces e obter ganhos financeiros. Entre os inúmeros concertos que davam, os testes a que eram submetidos, os contatos profissionais e visitas de cortesia que se viam obrigados a fazer, e a frequente audição de apresentações de músicas alheias para a instrução das crianças, paralelamente à continuidade de seus estudos em música e na instrução elementar, o cronograma dessas viagens foi sempre exaustivo, e às vezes cobrou caro da sua saúde.
A primeira viagem, em 1762, foi para Munique, onde tocaram diante do Eleitor da Baviera. No fim do ano iniciaram outra, que durou até janeiro de 1763, indo para Viena e outras cidades, tocando para vários nobres e duas vezes para a imperatriz Maria Teresa e seu consorte. Segundo registros de personalidades que os assistiram, e do próprio Leopold, que era um prolífico epistolário e mantinha diários de viagem, Mozart já tocava "maravilhosamente", sendo uma criança "animada, espirituosa e cheia de charme". Pouco depois de seu retorno a casa Mozart adoeceu, aparentemente de febre reumática, mas logo se recuperou, tanto que em fevereiro de 1763 tocou violino e cravo pela primeira vez na corte de Salzburgo. Uma nota divulgada em um jornal local declara que Mozart já era capaz de tocar como um adulto, improvisar em vários estilos, acompanhar à primeira vista, tocar teclado com um pano a cobrir as teclas, acrescentar um baixo a um tema dado e identificar qualquer nota que fosse tocada. Relatos de amigos registram que com esta tenra idade, ainda que sua jovialidade infantil permanecesse manifesta, seu espírito já se compenetrara na música, e só se dispunha a tocar diante de um público que levava a música a sério, evidenciando orgulhar-se de suas capacidades. Do mesmo ano data sua primeira tentativa registrada de escrever um concerto, e a despeito de sua caligrafia ser um garrancho, sua música foi considerada por Leopold como composta correta e adequadamente.
Ainda em 1763, em junho, iniciaram outra viagem, que durou até 1766 e desta vez os levou à Alemanha, França, Inglaterra, Países Baixos e Suíça, passando por vários centros musicais importantes no caminho. Agora dispunham de uma carruagem própria e foram acompanhados por um criado. Mozart costumava tocar órgão nas igrejas das cidades onde pernoitavam, e a família aproveitava o tempo livre para diversos passeios. Em Ludwigsburgo se encontraram com o violinista Pietro Nardini e o compositor Niccolò Jommelli; chegando em Bruxelas, esperaram cinco semanas antes que o governador os recebesse para uma audição. Chegaram em Paris em 18 de novembro e ali permaneceram por cinco meses, salvo duas semanas em Versalhes, quando se exibiram diante de Luís XV, e com toda a probabilidade fizeram outras apresentações privadas. Deram dois concertos públicos, entraram em contato com músicos locais e com um influente literato e crítico musical, o Barão von Grimm. Em Paris Leopold publicou as primeiras obras impressas de Mozart, dois pares de sonatas para cravo e violino. Em abril do ano seguinte partiram para Londres, onde ficaram por quinze meses. Logo após a chegada foram recebidos por Jorge III, que deu ao menino alguns testes difíceis ao cravo, e o ouviu em duas outras ocasiões. Deram concertos públicos e privados e Leopold convidou os especialistas para testarem Mozart de várias maneiras, mas os anúncios sensacionalistas publicados diminuíam a idade de Mozart em um ano, e as apresentações às vezes tiveram um caráter quase circense.
O filósofo Daines Barrington o examinou e apresentou um relatório com suas conclusões à Royal Society, declarando sua proficiência em improvisos e na composição de canções em estilo operístico. Possivelmente em Londres Mozart compôs e apresentou suas primeiras sinfonias, pode ter entrado em contato com a música de Händel, que ainda era popular, e ali conheceu Johann Christian Bach, com quem iniciou longa amizade e de quem recebeu influência musical. Em 1 de agosto de 1765 embarcaram novamente para França, mas ao chegarem em Lille o menino adoeceu, ficando acamado por um mês. A viagem prosseguiu então para os Países Baixos, e em Haia Mozart novamente caiu doente, desta vez acometido, junto com Nannerl, de um grave episódio de febre tifoide que durou dois meses. Depois passaram por várias cidades e neste período Mozart compôs variações para cravo sobre canções holandesas e seis sonatas para violino e cravo. Em seguida retornaram para Paris, onde o Barão von Grimm os ouviu novamente e ficou admirado com os progressos do menino. Suas sinfonias foram apresentadas com boa receptividade e ele passou com brilhantismo nos mais difíceis testes que lhe foram dados, deixando seu público atônito. De Paris seguiram para o sul da França, antes de se dirigirem para a Suíça e Alemanha, e, por fim, rumaram para Salzburgo trazendo consigo um apreciável resultado financeiro. Por algumas sonatas dedicadas à Rainha da Inglaterra Mozart recebera a soma de cinquenta guinéus, o equivalente a cerca de dez mil dólares atuais, o que dá uma ideia da lucratividade das excursões, sem falar nos preciosos presentes que ganhava, como anéis de ouro, relógios e caixas de rapé.
Os meses seguintes foram passados em sua cidade natal, envolvendo-se em estudos de latim, italiano e aritmética, provavelmente ministrados por seu pai, bem como escreveu suas primeiras obras vocais para o palco, incluindo um trecho de um oratório coletivo, a comédia Apollo et Hyacinthus e um trecho de uma Paixão de Cristo. Esta última possivelmente foi a peça que ele teve de escrever fechado em uma sala sozinho para provar ao príncipe-arcebispo que era ele mesmo quem escrevia suas composições. Também fez alguns arranjos de sonatas de outros autores na forma de concertos. Em setembro de 1767 a família partiu para uma nova viagem, permanecendo em Viena por seis semanas. Uma epidemia de varíola na cidade os levou a se mudarem para Brno e depois para Olmütz, mas as duas crianças foram colhidas pela doença, de forma suave, que deixou marcas indeléveis no rosto de Mozart. Voltando a Viena, foram ouvidos pela corte e fizeram planos para a apresentação de uma ópera, La finta semplice, mas a composição não chegou a ser apresentada, para a indignação de Leopold. Por outro lado, um pequeno singspiel, Bastien und Bastienne, foi ouvido na mansão de Franz Mesmer e uma missa solene que escrevera foi apresentada na consagração da Weisenhauskirche, regida pelo próprio compositor.

### Viagens à Itália

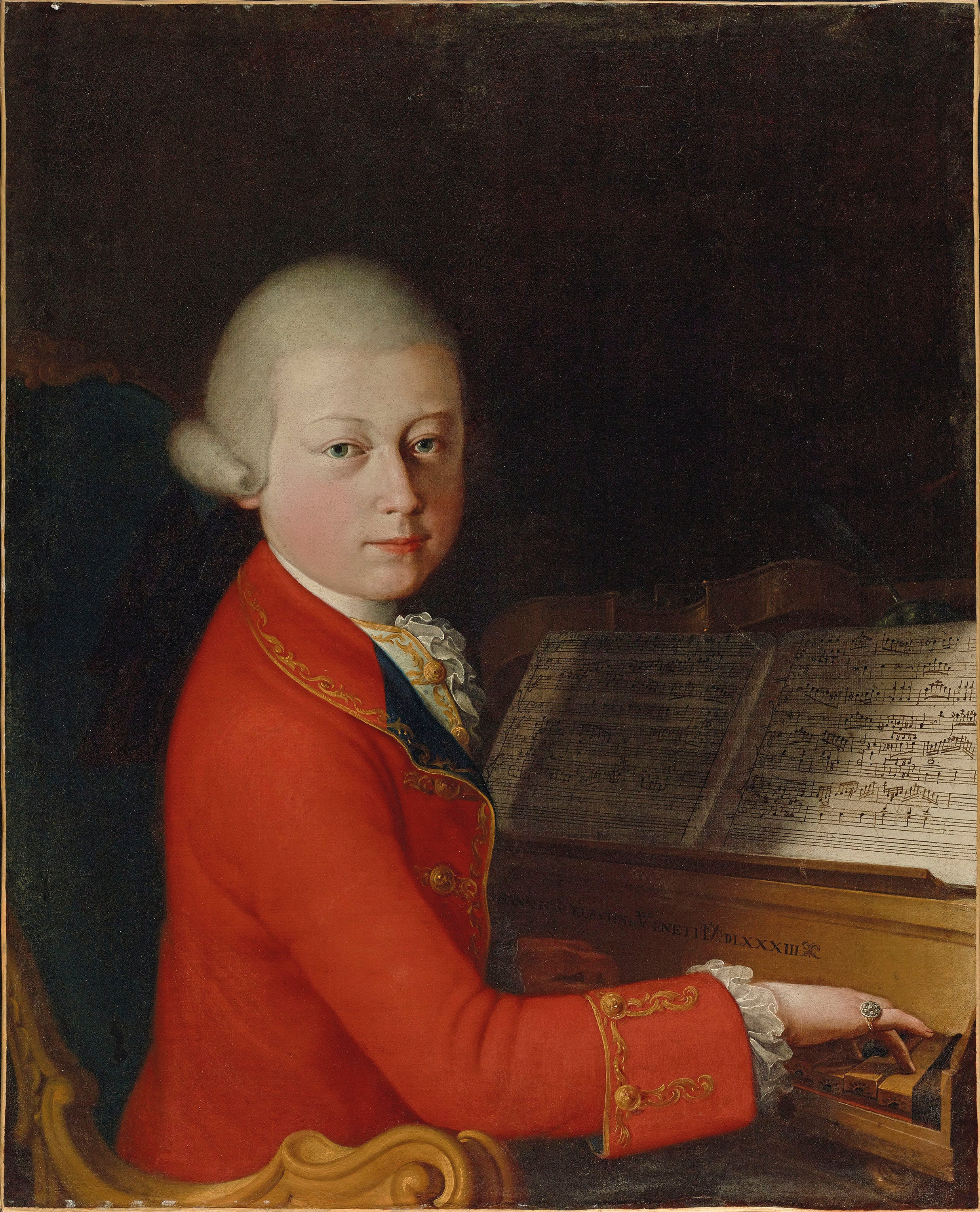
Retrato de Mozart tocando em Verona, 1770, por Saverio dalla Rosa

Em 5 de janeiro de 1769 estavam de volta em Salzburgo, onde permaneceram por cerca de um ano. Mozart escreveu diversas novas peças, incluindo um grupo de importantes serenatas orquestrais, várias peças sacras menores e diversas danças, e foi indicado Konzertmeister honorário da corte em 27 de outubro. Em 13 de dezembro, sem a irmã e a mãe, somente pai e filho se dirigiram para a Itália. Seguindo o seu padrão habitual, a viagem foi pontilhada de paradas em qualquer lugar onde o menino pudesse ser ouvido e pudesse ser recompensado com bons presentes. Em Verona foi testado pelos membros da Academia Filarmônica, o que se repetiu em Mântua. Em Milão receberam a proteção do poderoso Conde von Firmian, ministro plenipotenciário da Áustria na Itália, e conheceram músicos como Giovanni Battista Sammartini e Niccolò Piccinni. Pernoitando em Lodi, ali Mozart completou seu primeiro quarteto de cordas. Em Bolonha visitaram o famoso teórico Padre Martini, examinador da prestigiada Academia Filarmônica, que testou e aprovou Mozart e fê-lo ingressar na sociedade, e encontraram o castrato Farinelli. Em Florença Mozart fez uma amizade imediata e intensa com o jovem compositor inglês Thomas Linley, e dali seguiram para Roma, onde foram recebidos pelo papa e Mozart foi enobrecido com a Ordem da Espora de Ouro no grau de cavaleiro, uma extraordinária deferência para um músico em seu tempo. Ele usou publicamente o título por algum tempo mas depois abandonou a prática. Na Capela Sistina ouviram o famoso Miserere de Gregorio Allegri, uma obra guardada ciosamente pelo coro da Capela como sua propriedade exclusiva, mas Mozart transcreveu-a na íntegra e de cor após a audição. Voltando a Bolonha, foi testado pela Academia Filarmônica local, sendo admitido como membro. Em Milão outra vez, Mozart iniciou a composição de uma ópera, Mitridate, re di Ponto, apresentada no verão com uma recepção entusiasmada e permanecendo em cartaz por vinte e duas noites. As três primeiras foram regidas pelo autor. Passando por várias outras cidades, dando diversos outros concertos e fazendo relações com personalidades políticas e musicais importantes, retornaram a Salzburgo em 28 de março de 1771.
Mas pouco ficaram em casa; antes mesmo de saírem da Itália haviam acertado sua volta, firmando um contrato para a apresentação de uma serenata teatral, Ascanio in Alba, a ser dada em Milão no casamento do arquiduque Ferdinando, e um oratório, La Betulia liberata, para Pádua. Em agosto de 1771 estava de volta a Milão, onde o Ascanio foi apresentando com imenso sucesso, ofuscando uma ópera de Hasse, um celebrado compositor mais velho, ouvida nos mesmos festejos. De uma carta do arquiduque enviada à sua mãe se deduz que cogitara dar um cargo a Mozart em sua corte, mas na resposta a imperatriz o aconselhou a não se sobrecarregar com "aquelas pessoas inúteis", cujo hábito de "perambularem pelo mundo como mendigos degradaria seu serviço". De volta a Salzburgo em 15 de dezembro, ali passaram os meses seguintes.

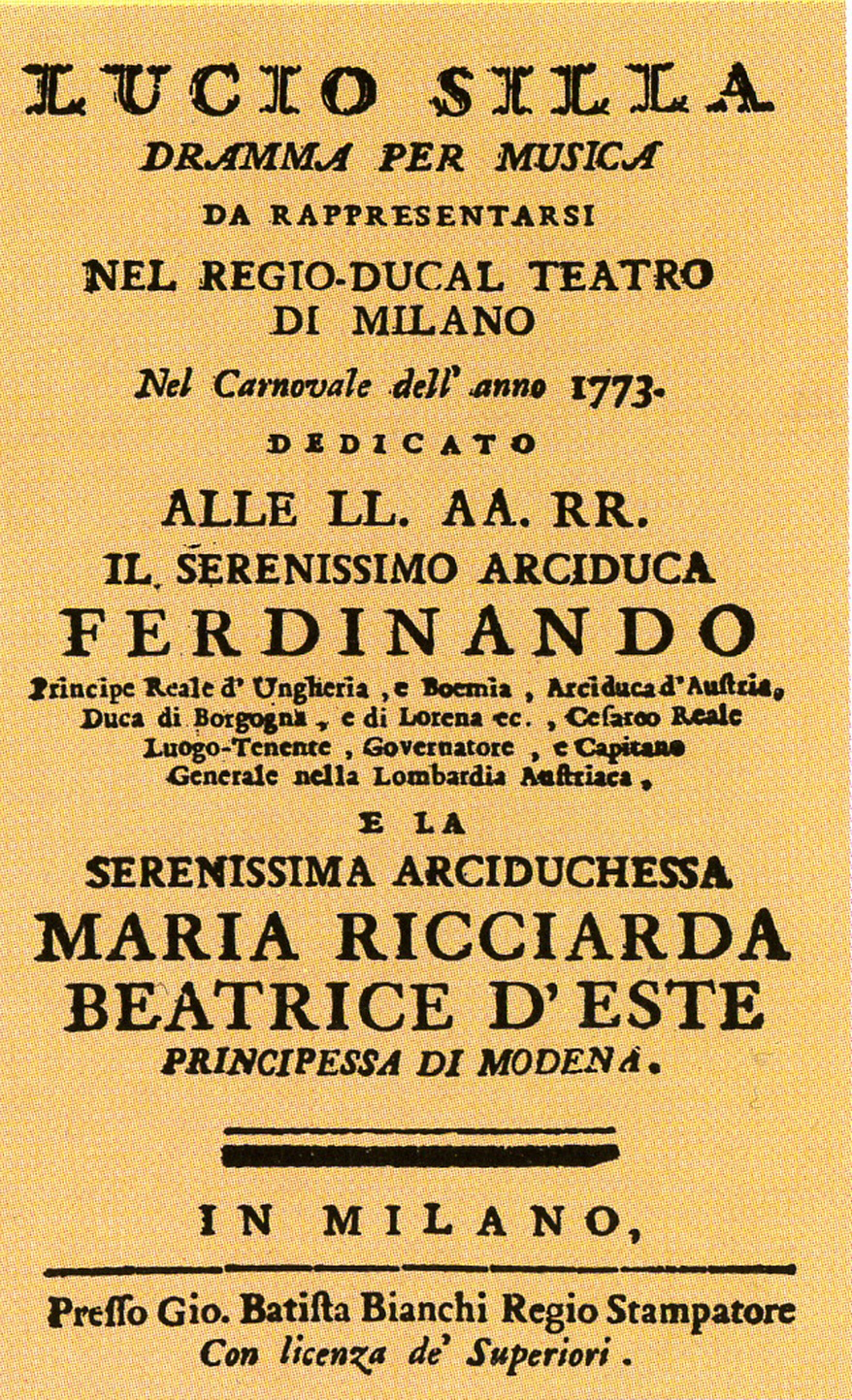
Capa do libreto de Lucio Silla

Logo após sua chegada, o patrão de Leopold morreu. Sigismund von Schrattenbach havia sido muito tolerante para com as repetidas e longas ausências de Leopold, embora às vezes suspendesse o pagamento de seu salário. Os ricos presentes que Mozart recebia em suas viagens, contudo, eram uma significativa compensação. Em 14 de março de 1772 ascendeu ao trono do principado Hieronymus von Colloredo, cuja atitude para com seu empregado foi bem mais rígida. Esses meses foram férteis para Mozart, compondo uma nova serenata teatral, oito sinfonias, quatro divertimentos e algumas obras sacras de vulto. Em 9 de julho foi admitido formalmente como violinista na corte de Salzburgo, com um salário de 150 florins, cargo que ocupou a título honorário por três anos. Em 24 de julho os Mozart partiram para a terceira e última viagem para a Itália, apresentando a ópera Lucio Silla em Milão, cuja apresentação não foi inteiramente bem-sucedida por causa de um elenco desigual, bem como outras composições. Leopold desejava conseguir um emprego para o filho fora de Salzburgo; solicitou um cargo para o Grão-duque da Toscana, mas o pedido não foi aceito, e em 13 de março de 1773 estavam em casa.

### Outras viagens
Os rendimentos da família nesta época eram suficientes para se mudarem para uma casa maior, mas Leopold não estava satisfeito nem com sua posição relativamente subalterna na capela da corte, nem com as escassas perspectivas de progresso profissional do filho na sua cidade nativa. Provavelmente foram estas as causas que os levaram a Viena poucos meses depois, na tentativa de obter uma posição na corte imperial. Este objetivo não foi alcançado, mas a música de Mozart se beneficiou com o contato com obras de compositores da vanguarda vienense, evidenciando sensível avanço. Em meados de 1774 apresentou uma ópera em Munique, La finta giardiniera, e compôs suas primeiras sonatas para teclado. De volta em março de 1775, iniciou-se para Mozart um período de crescente frustração com as condições limitadas da vida musical local e com a pouca tolerância de seu patrão para com afastamentos prolongados. Não parou entretanto de compor, surgindo uma multiplicidade de novas obras em vários gêneros, incluindo concertos para teclado, divertimentos, serenatas, sonatas e obras sacras. Em agosto de 1777 Mozart encaminhou seu pedido de demissão, e a insatisfação do príncipe com o serviço irregular dos Mozart se refletiu na demissão no mesmo ato também de Leopold. Este não podia se dar ao luxo de prescindir de seu cargo, e foi readmitido.
Para se manter Mozart retomou as viagens, e em 23 de setembro, já sem a companhia do pai, seguiu com a mãe em um périplo pela Alemanha e França, dando concertos e solicitando emprego em várias cortes, mas sem êxito. Em Augsburgo visitaram parentes e Mozart estabeleceu uma relação afetuosa com sua prima Maria Anna Thekla, apelidada de Bäsle, com quem manteve depois contato por correspondência. Em Mannheim ficou amigo de vários músicos da importante orquestra local e apaixonou-se pela cantora Aloysia Weber, pretendendo levá-la para a Itália e torná-la uma diva. Envolvido nesta relação, adiara várias vezes sua ida a Paris, mas o romance não frutificou. Mantinha assíduo contato por carta com seu pai, e nessa troca de correspondência se verifica uma progressiva irritação e preocupação de Leopold com a falta de objetividade do filho, sua irresponsabilidade com o dinheiro e sua tendência a procrastinar decisões. Ficava evidente para Leopold que seu filho era incapaz de se arranjar sozinho, e enchia suas cartas com uma infinidade de recomendações sobre como ele deveria agir, quem procurar, como bajular os poderosos, como administrar o dinheiro e muitas outras coisas. Apesar de apresentar várias obras com sucesso, a estadia em Paris não foi agradável. Mozart se queixava da falta de gosto dos franceses, suspeitava de intrigas contra ele, sua antiga amizade com Grimm se deteriorou e recusou a única oferta de emprego estável que recebeu em toda a viagem, o cargo de organista em Versalhes. Para piorar a situação, sua mãe caiu doente e morreu em 3 de julho de 1778. Passada a crise, recebeu de seu pai uma carta notificando que Colloredo havia mudado de ideia e estava disposto a readmiti-lo com um salário maior e com licença para viajar. Partiu de Paris em 26 de setembro mas decidiu fazer o trajeto de volta pela Alemanha, atrasando sua chegada em Salzburgo, para exasperação de seu pai, que temia que o atraso comprometesse sua readmissão na corte. Só chegou em casa em meados de janeiro do ano seguinte, com seus planos de independência desfeitos, as finanças em estado precário e as relações com seu pai estremecidas.

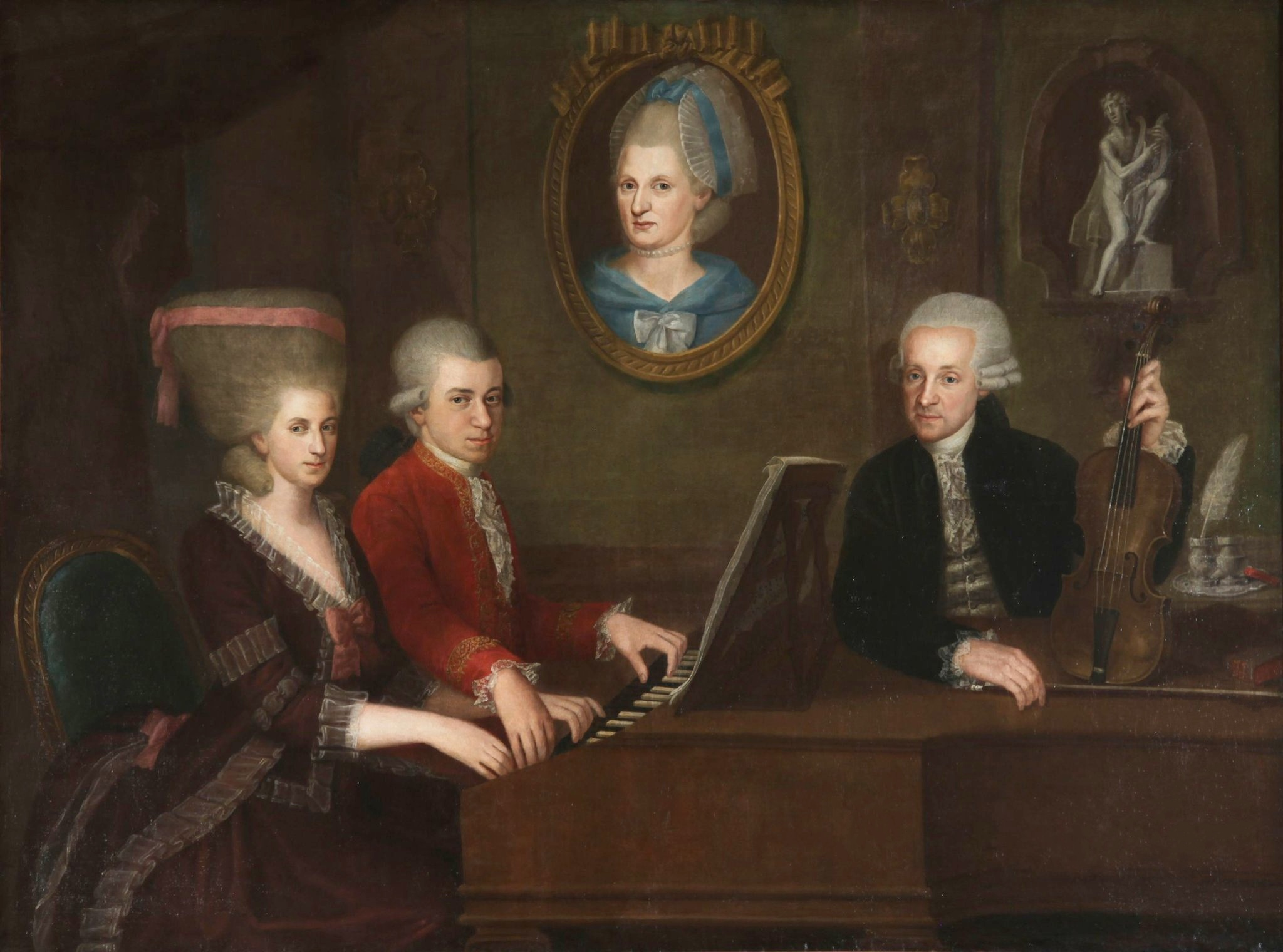
Mozart ao cravo com sua irmã. Seu pai segura um violino e a mãe, já falecida, aparece no medalhão. Pintura de Johann Nepomuk della Croce, c. 1780.

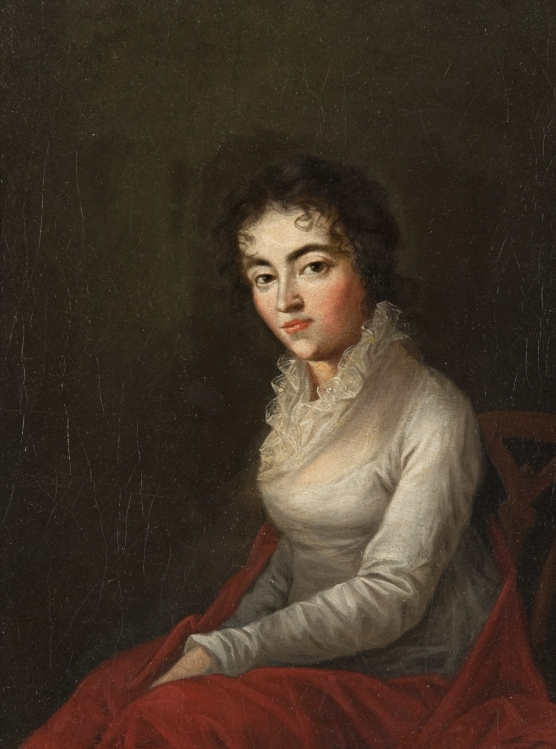
Retrato de Constanze Mozart por Joseph Lange, 1782.

Enviou então um pedido formal de readmissão no serviço da corte e foi empregado como organista, com um salário de 450 florins. O contrato o obrigava também a compor o que lhe fosse pedido e dar aulas aos meninos do coro. Os dois anos seguintes transcorreram sem grandes eventos, mas escreveu diversas novas obras, incluindo sinfonias, missas e concertos importantes, onde aparece a influência dos estilos internacionais que conhecera, e continuou interessado em música dramática. Em 1780 recebeu a encomenda para uma ópera a ser levada em Munique, o que resultou no Idomeneo, a primeira de suas grandes óperas, retratando o drama e o heroísmo com força e profundidade sem precedentes em sua produção, permanecendo nesses aspectos como uma das mais notáveis em toda a sua carreira.

### Viena
Em março de 1781 seu patrão viajou para Viena para assistir à coroação de José II, e Mozart o acompanhou. O status de seu cargo na corte era pouco elevado, e a sua correspondência deste período revela mais uma vez crescente insatisfação, e ao mesmo tempo o mostra entusiasmado com a perspectiva de fazer uma carreira na capital imperial. Em uma noite foi dada uma festa para o novo imperador, mas Colloredo impediu que ele tocasse, o que lhe teria valido uma gratificação equivalente a metade de seu salário anual em Salzburgo. A tensão entre ambos aumentou e a crise inevitável eclodiu em 9 de março, quando em uma tempestuosa audiência com seu patrão pediu outra vez a dispensa de suas funções. No momento Colloredo recusou, mas logo depois foi aceita. Mudou-se então para os apartamentos de seus amigos, os Weber, por cuja filha Aloysia ele se apaixonara em Mannheim. Mozart então começou um envolvimento afetivo com outra das filhas dos Weber, Constanze. Em cartas para seu pai, de início refutou os rumores sobre o romance, mas para evitar uma situação constrangedora mudou-se para outra casa. Entrementes ganhava a vida dando aulas e concertos privados, e continuou a compor. Em dezembro apresentou-se na corte em uma competição com Muzio Clementi, saindo vencedor, mas suas esperanças de obter um emprego oficial não se concretizaram.
Sua relação com Constanze se aprofundou, e embora continuasse negando-a para seu pai, finalmente em 15 de dezembro de 1781 declarou sua intenção de casar-se. Logo depois da estreia de sua nova ópera O Rapto do Serralho, que foi um grande sucesso, pressionado pela mãe de Constanze, apressou os preparativos do casamento e pediu a bênção paterna. Em 4 de agosto de 1782 casaram na Catedral de Santo Estêvão, mas só no dia seguinte chegou a carta do pai dando seu relutante consentimento. A figura de Constanze e seu papel na vida de Mozart têm sido objeto de muita polêmica, mas ao que tudo indica a união foi bastante feliz, ainda que ela não tivesse grandes capacidades de ajudar o seu desorganizado marido na administração de um lar. Poucas semanas depois do casamento eles já foram obrigados a pedir um empréstimo. Constanze logo engravidou e seu primeiro filho, Raimund Leopold, nasceu em 17 de julho de 1783, mas poucos dias depois do nascimento foi deixado aos cuidados de amigos para que o casal pudesse viajar a Salzburgo e visitar Leopold. Pelo que se deduz de correspondência posterior a fria recepção de Leopold não tornou a visita especialmente amistosa.
Deixaram Salzburgo em 27 de outubro de 1783, mas enquanto ainda estavam lá o bebê falecera, em 19 de agosto, e não se sabe quando os pais tomaram conhecimento do ocorrido. Cartas de Mozart para Leopold no fim do ano revelam que a situação financeira do casal não era boa, surgindo várias dívidas, mas que fazia planos otimistas para a próxima temporada musical. Essa perspectiva se realizou, dando tantos concertos que pouco tempo tinha para compor, ao mesmo tempo em que dava aulas, a sua fonte de renda mais segura, e iniciou a publicação de várias obras impressas, que também lhe traziam algum lucro. Em setembro de 1784 nasceu seu segundo filho, Carl Thomas, e em dezembro ingressou na Maçonaria, escrevendo música para rituais maçônicos.
No início de 1785 Leopold os visitou em Viena por alguns meses, e suas cartas descrevem a febril atividade do filho, envolvido em inúmeros concertos, o apartamento confortável em que moravam, as récitas da música de Mozart a que assistiu, e testemunham que o prestígio de seu filho estava no auge. Notícias em jornais desse período falam de Mozart como "universalmente estimado", e dono de "merecida fama". Não obstante, os rendimentos de um músico independente eram tudo menos garantidos; logo as dificuldades voltaram e ele foi obrigado a recorrer a outros empréstimos. O projeto mais importante de 1785 foi a escrita da ópera As Bodas de Fígaro, com libreto de Lorenzo da Ponte, sendo estreada em maio de 1786 com boa receptividade, logo se tornando uma peça do repertório regular de várias companhias teatrais. No outono de 1786 fez planos para ir à Inglaterra, mas Leopold o aconselhou a não ir e se recusou a tomar conta do menino Carl, e a ideia foi abandonada. Em 18 de outubro nasceu seu terceiro filho, Johann Thomas Leopold, que viveu só poucos dias.
Contudo, em 1787 aceitou um convite para ir a Praga, onde o Fígaro havia sido um sucesso considerável e ele se tornara um compositor popular. Ali recebeu a encomenda de uma nova ópera para ser estreada na temporada seguinte, o que resultou no Don Giovanni. Entrementes, Leopold morreu em maio de 1787. Mozart renunciou à sua parte da herança em favor de Nannerl mas recuperou os seus manuscritos que estavam com o pai. Em maio mudou-se para um outro apartamento atrás da Catedral, bem mais modesto, e nos meses seguintes não há registro de aparições públicas de Mozart. Esteve doente por um breve período, mas continuou a dar aulas. É possível que tenha dado algumas lições para o jovem Beethoven em sua primeira e curta visita a Viena, e com certeza passou a ensinar Hummel, então com cerca de dez anos, que pode ter vivido algum tempo com eles. Também publicou diversas peças de câmara e canções, que eram de fácil venda. Voltou a Praga em outubro para a estreia de Don Giovanni, que teve uma recepção entusiástica. Em seu retorno a Viena em novembro finalmente lhe foi concedido o tão almejado emprego na corte, sendo indicado Músico de Câmara, com um salário de oitocentos florins e com a função simples de escrever música para os bailes da corte. Apesar do maior prestígio que um cargo oficial lhe trouxe e do alívio que a renda regular proporcionou, de modo algum resolveu todos os seus problemas. No fim do ano teve de mudar-se de novo, agora para os subúrbios, viu nascer em 27 de dezembro sua filha Theresia, que morreu em poucos meses, e iniciou no ano seguinte um período de repetidos apelos por socorro financeiro ao seu amigo Michael Puchberg. A correspondência trocada trai sua humilhação e um ânimo deprimido. Mesmo assim esse período foi criativamente muito fértil, aparecendo uma notável sucessão de obras de grande importância.

### Últimos anos

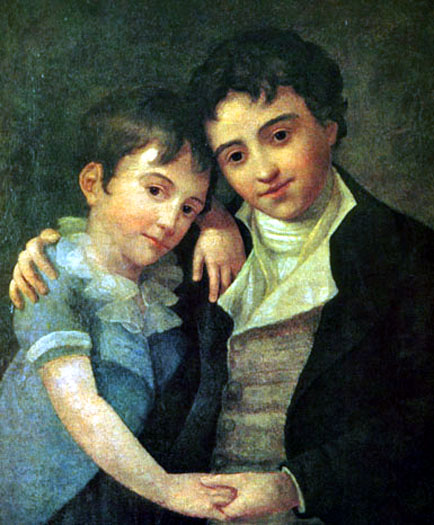
Dois dos filhos de Mozart: Franz Xaver (esquerda) e Carl Thomas (direita). Pintura de Hans Hansen, 1798.

No início de 1789, Mozart aceitou um convite para acompanhar o príncipe Karl Lichnowsky à Alemanha, tocando em várias cidades no caminho. Seus pedidos de dinheiro continuavam e sua esposa estava novamente grávida. A filha, Anna, nasceu em novembro e viveu somente um dia. Escreveu nesse ano alguns quartetos e sonatas, mas se envolveu principalmente com uma nova ópera, Così fan tutte, a terceira em colaboração com Da Ponte. Foi bem recebida mas ficou pouco em cartaz, e o lucro resultante foi magro. Embora evidentemente pobres, os Mozart não estavam na miséria. Ele ainda recebia o salário da corte, dava aulas, alguns concertos traziam renda e ainda vendia peças. Suas necessidades básicas estavam supridas e podiam ainda dispor de um criado e uma carruagem. Suas cartas dessa época oscilam entre lamentos e visões esperançosas de futura prosperidade. Com a ascensão do novo imperador, Leopoldo II, esperava ser promovido, mas isso não aconteceu; solicitou o cargo de mestre de capela da catedral e conseguiu ser designado como substituto, mas sem salário. No início do verão de 1791 nasceu seu último filho, Franz Xaver Wolfgang, e Mozart passou a trabalhar com o empresário Emanuel Schikaneder, cuja companhia fazia sucesso, na composição de sua ópera em estilo singspiel, A Flauta Mágica. A reação do público foi inicialmente fria, mas logo se tornou popular. Neste ínterim recebeu a encomenda de duas outras composições de vulto, o Réquiem, de um solicitante que lhe exigiu sigilo sobre a composição e desejava permanecer anônimo (hoje se sabe que foi encomendado pelo conde Walsegg-Stuppach), e a sua última ópera, A Clemência de Tito, estreada em Praga com muito aplauso.
Em Praga caiu doente, e aparentemente não mais recobrou perfeita saúde. Relatos posteriores o mostram de volta a Viena engajado em um ritmo intenso de trabalho, envolvido com a finalização do Réquiem e assombrado com premonições da morte, mas muito dessa atmosfera pode ser lenda, e é difícil conciliar essas descrições com várias de suas cartas do período onde mostra um humor jovial. Em novembro de 1791, teve de recolher-se ao leito e receber atendimento médico. No início de dezembro sua saúde pareceu melhorar, e pôde cantar partes do Réquiem inacabado com alguns amigos. No dia 4 seu estado se agravou; seu médico foi chamado às pressas mas pouco pôde fazer. Em torno da uma da manhã de 5 de dezembro, expirou. A causa mortis foi diagnosticada como febre miliar aguda. Se formou um folclore sobre sua morte e foram propostos vários diagnósticos diferentes, surgindo inclusive versões falando de conspirações e assassinato, a partir de suspeitas do próprio Mozart de ter sido envenenado, mas todas são hipotéticas e algumas bastante fantasiosas. Possivelmente se tratou de fato de um recrudescimento fatal da febre reumática que o atacara na infância; a descrição do mal como febre miliar aguda servia para muitas febres inflamatórias com exantema, o que não exclui a febre reumática.
Mozart foi velado na catedral em 6 de dezembro e no dia 6 ou 7 foi enterrado com discrição em uma cova não demarcada no cemitério da Igreja de São Marcos, nos arredores de Viena, sem ninguém a acompanhá-lo, o que, ao contrário das versões romantizadas que deram sua morte como em condições abjetas e seu enterro solitário como uma indignidade e uma trágica traição dos vienenses ao grande gênio, era um costume comum em seu tempo. Não foi erguida nenhuma lápide e o local exato da tumba é até hoje desconhecido. É possível, contudo, a partir de um relato de Jahn de 1856, que Salieri e Van Swieten estivessem presentes, além de seu aluno Süssmayr e mais dois músicos não identificados. Os obituários foram unânimes em reconhecer a grandeza de Mozart, os maçons fizeram celebrar uma missa suntuosa no dia 10 e publicaram o elogioso sermão proferido em sua honra, vários concertos foram dados em sua memória, e alguns em benefício de Constanze. Em Praga, as homenagens fúnebres foram ainda mais grandiosas do que em Viena. Mozart deixou herança considerável em manuscritos, instrumentos e outros objetos, mas a avaliação financeira dela foi pequena.

## Vida privada

### Formação, ideias e personalidade

Retrato de Leopold Mozart, pintado por Pietro Antonio Lorenzoni.

Segundo Steptoe, todas as considerações sobre a personalidade de Mozart e o ambiente familiar onde cresceu devem passar pela análise da figura do seu pai, Leopold. Sua mãe, Anna Maria, permaneceu uma personagem obscura, em tudo secundária, na vida de seu filho, mas Leopold exerceu uma influência sobre ele que perdurou até a maturidade. Ele nascera em Augsburgo e se mudou para Salzburgo para estudar Filosofia e Direito, mas não chegou a concluir os cursos. Voltou-se para a música e assumiu o cargo de violinista e professor de violino na capela do príncipe-arcebispo de Salzburgo, dedicando-se também à composição. Mais tarde ascendeu à posição de mestre de capela substituto, e conquistou considerável fama com a escrita de um tratado sobre a técnica do violino intitulado Versuch einer gründlichen Violinschule (1756), que teve várias reedições e traduções e permanece como uma das obras referenciais em seu gênero escritas no século XVIII. Leopold era um representante típico do racionalismo de seu tempo. Possuía uma inteligência aguçada, interessava-se pelas artes e ciências, correspondia-se com literatos e filósofos como Wieland e Gellert, e era um homem conhecedor dos caminhos tortuosos do mundo cortesão de seu tempo.
Leopold era um professor de primeira linha e a educação musical que proveu para seu filho foi em todos os aspectos completa, e a presença da música na vida familiar era constante, tanto pela prática doméstica como pelas inúmeras atividades sociais em que a família se engajava, frequentemente envolvendo a música. O pequeno Mozart aprendeu desde os quatro anos teclado, com cinco iniciou no violino e órgão, e já passou à composição. A educação de Mozart além da música não é bem documentada, mas aparentemente Leopold providenciou para que ele aprendesse francês, italiano, latim e aritmética. As viagens internacionais, além de objetivarem lucro financeiro e buscarem a fama, também serviram para expor Mozart aos mais variados estilos, para que formasse o seu gosto e aprendesse técnicas novas. Leopold se preocupou também em contratar professores nessas viagens para complementar algum aspecto que lhe pareceu necessário. Em Londres procurou o castrato Giovanni Manzuoli para dar lições de canto ao menino, e em Bolonha o levou ao Padre Martini para aulas de contraponto, além de adquirir partituras que dificilmente seriam encontradas em Salzburgo. As viagens também foram úteis para uma expansão de horizontes em outros aspectos da cultura, e sempre que possível os Mozart frequentavam o teatro e liam literatura estrangeira. Além disso, recreação ao ar livre, interação social e exercícios faziam parte integral dos valores educacionais e higiênicos de Leopold, de modo que a imagem de Mozart como uma criança solitária em um mundo de adultos, fechada entre quatro paredes, é um mito.
Durante o período itinerante Leopold ocupou um lugar central na vida do filho, sendo seu secretário, professor, colaborador, empresário, relações-públicas e seu maior incentivador, planejando meticulosamente os roteiros, explorando cada contato em prol das vantagens que pudessem trazer, e organizando todas as apresentações do filho, incluindo a divulgação sensacionalista de seu gênio. Leopold exercia forte pressão sobre Mozart no sentido de tentar incutir nele um senso de responsabilidade e profissionalismo, e durante um bom tempo foi seu maior conselheiro estético. A natureza e a repercussão positiva ou negativa dessa presença dominante sobre Mozart têm sido motivo para muito debate entre a crítica, mas parece certo que, apesar de existir um afeto real e profundo entre pai e filho, e de Leopold ser visivelmente um pai orgulhoso, quando o menino entrou na maturidade a índole controladora paterna e sua tendência ao sarcasmo e a manipular os sentimentos para fazer o filho curvar-se às suas ideias começaram a ser fonte de crescente tensão entre ambos. Com o passar dos anos Mozart aprendeu a ignorar as frequentes censuras do pai a seu comportamento e escolhas, mas sobrevivem cartas de Leopold em que fica clara sua raiva e decepção impotentes, e cartas de Mozart em que ele, entre a culpa e a impaciência, se esforça por justificar-se e assegurar que sabia o que fazia. Depois que Mozart se mudou para Viena eles se encontraram apenas duas vezes. Uma quando Leopold foi apresentado a Constanze em Salzburgo, e a segunda quando ele os visitou em Viena em 1785, quando parece ter-se dado como satisfeito, testemunhando o sucesso e prestígio profissional do filho e vendo que vivia em uma situação confortável.
O pai também parece ter sido o responsável pela modelação de parte das ideias religiosas, sociais e políticas do filho. Leopold, apesar de ser um homem do mundo, era profundamente devoto; em uma das viagens interrompeu o roteiro para convencer um apóstata a voltar ao Catolicismo, era um ávido colecionador de relíquias de santos e em várias cartas expressou sua preocupação com a salvação da alma de Mozart. Entretanto, se relacionava com iluministas e outros anticlericais, e em várias ocasiões manifestou seu desprezo pelos valores corrompidos dos príncipes da Igreja. Por outro lado, recomendava ao filho que se aproximasse dos altos hierarcas e se afastasse dos seus colegas músicos, ao mesmo tempo em que dava mais valor ao mérito pessoal do que aos títulos de nobreza. Mozart em alguma medida ecoou todas essas crenças e opiniões, como sua correspondência atesta. Condenava os ateus — chamou Voltaire de "ímpio arquipatife" — e fez em muitos momentos menções devotas a Deus. Tinha grande sensibilidade para as desigualdades sociais e um agudo senso de amor-próprio, e uma carta que escreveu após seu confronto com o patrão Colloredo é ilustrativa nesse sentido. Nela ele diz: "O coração nobilita o homem e, se seguramente não sou conde, talvez tenha em mim mais honra do que muitos condes; e, lacaio ou conde, na medida em que ele me insulta, ele é um canalha". Seu engajamento mais íntimo com a política se refletiu no ingresso, junto com seu pai, na Maçonaria, uma organização que naquela época fazia aberta campanha pela sistematização legal de princípios humanos fundamentais, da educação, da liberdade de expressão política e religiosa e do acesso ao conhecimento, buscando criar, na fórmula então usada, uma "sociedade esclarecida".
Em outros pontos tinha pensamentos bem diversos do pai. Apenas um adolescente de catorze anos pôde ironizar em carta à irmã as visões de Leopold sobre estética, que se inclinavam aos modelos estabelecidos por Gellert e Wieland e que buscavam para a arte uma função social moralizante e nobilitante dentro de uma expressão austera e virtuosa. Essas opiniões já lhe pareciam antiquadas, e em carta ao pai em torno de 1780 defendeu a validade da opera buffa e rejeitou sua conformação aos ditames da opera seria. Também não se nota em sua correspondência um amor às outras artes além da música — sequer eram citadas e seu inventário não incluía uma única pintura — nem o atraía especialmente a paisagem natural. Não parece ter sido um grande leitor, mas conhecia em alguma medida Shakespeare, Ovídio, Fénelon, Metastasio e Wieland, além de provavelmente ter lido obras sobre história, educação e política, mas muitas dessas leituras aparentemente foram feitas tendo em vista mormente a elaboração de textos para óperas ou canções. Entretanto, sobrevivem rascunhos de duas comédias em prosa de sua autoria, alguns poemas e foi um grande escritor de cartas, cujo conteúdo veicula uma larga variedade de sentimentos e ideias, apresentados de forma profunda e exuberante, que se equiparam em qualidade literária à correspondência dos mais distinguidos escritores de sua época.

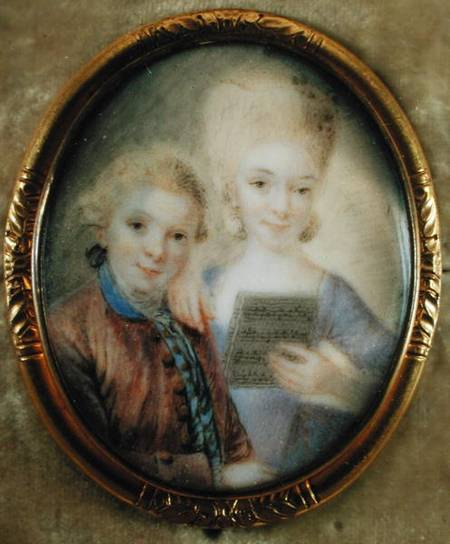
Wolfgang e sua irmã Nannerl, miniatura anônima.

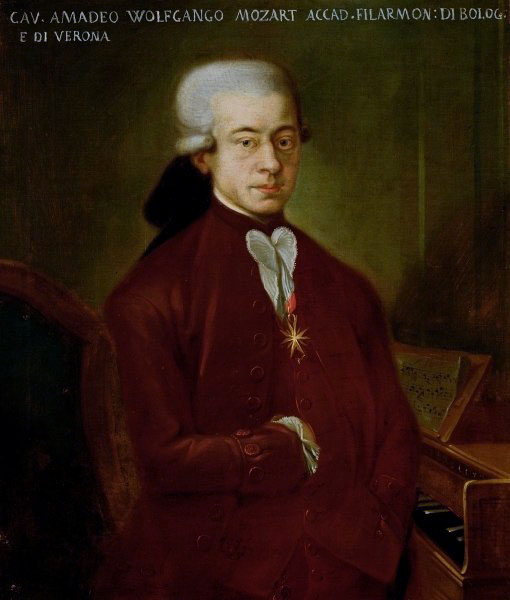
Mozart em 1777, em retrato anônimo, ostentando a Ordem Papal da Espora de Ouro.

Tendo passado os anos formadores de sua personalidade sempre em viagens extenuantes, pressionado de várias formas pelo pai, e pelo público que exigia sempre novas proezas de um menino prodígio, e sem receber uma educação padrão, Mozart surpreendentemente emergiu como um homem maduro sem problemas psicológicos graves, mas sua passagem para uma vida autônoma não transcorreu isenta de repercussões negativas, um fenômeno comum a outras crianças-prodígio. Enquanto pequeno, sua vivacidade e espontaneidade, aliadas ao seu talento indiscutível e espantoso, ganharam-lhe as boas graças e os mimos da alta nobreza e permitiram-lhe entreter com ela uma intimidade em enorme desproporção com as suas insignificantes origens burguesas. Quando cresceu o apelo do gênio infantil desapareceu, ele se tornou apenas mais um entre milhares de músicos talentosos em atividade na Europa — ainda que fosse superiormente talentoso —, e as facilidades de penetração em todas as esferas sociais que conhecera antes também desapareceram. Seu sucesso precoce desenvolvera nele um considerável orgulho por suas realizações, com um consequente desprezo pela mediocridade, mas ao ver-se privado dos antigos privilégios e passando a rejeitar Leopold como o organizador de sua vida — função que antes o pai desempenhara muito bem —, sendo obrigado a ganhar seu sustento primeiro como músico cortesão subalterno, e depois se aventurando em uma incerta vida de músico independente, teve dificuldades de manter sua rotina doméstica em boa ordem, de equilibrar seu orçamento, de se adaptar ao mercado e de socializar diplomática e igualitariamente com seus pares. Uma carta escrita de Paris a seu pai por seu antigo amigo, o Barão von Grimm, exprime em linhas gerais a visão dos seus contemporâneos sobre ele:
"Ele é demasiadamente confiante, demasiadamente inativo, demasiadamente fácil de apanhar, demasiadamente pouco atento para os meios que podem levar à fortuna. Para causar uma impressão aqui, deve-se ser arguto, empreendedor, ousado. Para fazer fortuna, eu desejaria que ele tivesse metade do seu talento e duas vezes mais astúcia."
Também tem sido um ponto de muita curiosidade o conhecidamente grosseiro senso de humor de Mozart, um traço que ele compartilhava com toda a família, incluindo sua mãe. Caçoadas chulas, envolvendo situações sexuais e descrições literais das atividades excretórias do corpo, eram comuns entre eles, sua correspondência está cheia delas, e o interesse jocoso de Mozart pelo ânus e pela defecação se mantiveram por toda a sua vida. Tal comportamento chocava os hábitos dos círculos elegantes que ele frequentava, ainda que isso não interferisse no reconhecimento e apreciação de seu refinado talento musical. Entretanto, esse tipo de humor às vezes extravasava para a sua música. Como exemplo pode-se citar o cânone Leck mich im Arsch, que, em português, literalmente significa Beije-me o Traseiro. Esta polaridade de temperamento se manifestava também de outras maneiras. Há relatos de frequentes mudanças súbitas de humor, num instante dominado por uma ideia sublime, no outro entregue a gracejos e ao ridículo, e depois alimentando sentimentos sombrios. Contrastando com essas oscilações, permaneceu sempre inabalada sua confiança em suas próprias capacidades musicais, exultando com elas, e não há traço em parte alguma de sua correspondência, nem nas memórias de seus contemporâneos, que acusem qualquer dúvida ou insegurança de sua parte neste aspecto. Contudo, em linhas gerais seu temperamento era bem-disposto. Quando se dedicava ao trabalho de composição as circunstâncias externas pareciam não afetá-lo. Como exemplo, ele trabalhou em seu quarteto de cordas K421 enquanto a esposa dava à luz o primeiro filho do casal no quarto ao lado; no verão de 1788, em meio à morte de sua filhinha Theresia e críticas dificuldades financeiras, que os levaram a se mudar para uma casa barata, compôs nada menos do que as suas três últimas sinfonias, obras de grande importância, além de um trio, uma sonata e outras peças notáveis. Isso entretanto não significa que sua vida musical e a pessoal estivessem de todo desvinculadas, e em várias ocasiões sua saúde e, principalmente, sua relação com a esposa, que moldou grande parte de sua personalidade adulta, se refletiram no seu trabalho.

### Relacionamentos
Constanze foi ao longo do tempo sujeita às mais diversas apreciações, mas em grande parte delas foi retratada como inculta, vulgar, caprichosa, astuta por ter enredado Mozart num casamento que ele não estava, ao que parece, tão ansioso por concretizar, e como incapaz de apoiá-lo e ajudar na administração doméstica, induzindo-o a uma vida displicente e irresponsável, que em várias ocasiões os conduziu a sérias dificuldades financeiras. Também foi sugerido que ela lhe foi infiel, embora não haja provas disso. O que parece certo é que ela, tendo ou não os defeitos que lhe foram imputados, se tornou o principal suporte emocional do marido até sua morte, foi objeto de sua verdadeira paixão e o fez feliz. Nas várias ausências de Constanze para tratamento de saúde as cartas de Mozart expressam perene preocupação pelo seu bem estar e revelam o ciúme que sentia dela, fazendo-lhe mil recomendações a respeito do comportamento decoroso que ela deveria manter em público. E sua alegada incompetência como dona de casa é difícil de conciliar com a perspicaz administração da herança e do nome do marido que ela levou a cabo após enviuvar.
Vários amores foram atribuídos a Mozart em sua juventude, mas é incerto o grau de seu envolvimento. Entre eles estavam sua prima Anna Thekla, com quem pode ter tido sua primeira experiência sexual, Lisel Cannabich, Aloysia Weber e a Baronesa von Waldstätten. Mesmo depois de casado ele pode ter continuado a cortejar outras mulheres, entre elas as cantoras Nancy Storace, Barbara Gerl, Anna Gottlieb e Josepha Duschek, sua aluna Theresia von Trattner e Maria Pokorny Hofdemel, mas não há provas de que foi concretamente infiel a Constanze. Correu um boato depois de sua morte de que ele engravidara Maria Hofdemel.

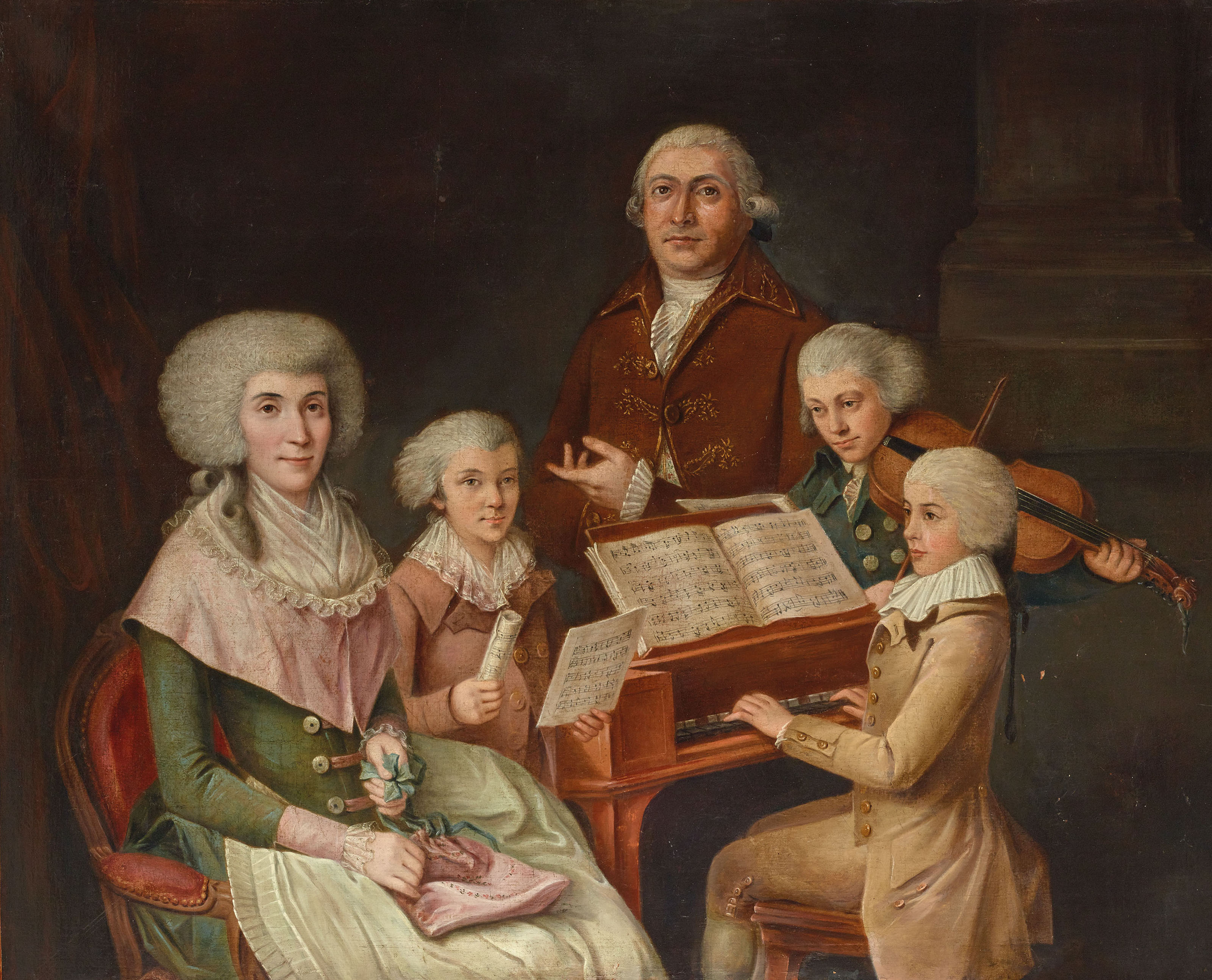
Mozart menino ao teclado com seu amigo Thomas Linley ao violino, junto com a família Gavard des Pivets, em Florença.

Mozart teve muitos mecenas em sua carreira, e alguns deles lhe devotaram legítima amizade. O primeiro protetor que teve ao chegar a Viena foi a Condessa Thun, frequentando assiduamente sua casa. Outros amigos da nobreza foram Karl Lichnowsky, August von Hatzfeld, Gottfried von Jacquin e sobretudo o Barão Gottfried van Swieten, de todos talvez o mais leal e que possivelmente influiu na obra do amigo despertando-lhe um interesse pela fuga. Entre os compositores e outros profissionais do mundo artístico desenvolveu uma amizade mais íntima, embora às vezes efêmera, com Johann Christian Bach, Thomas Linley, Christian Cannabich, Ignaz Holzbauer, Michael Puchberg, que o socorreu em diversas crises financeiras, os atores Joseph Lange, Gottlieb Stephanie e Friedrich Schröder, os instrumentistas Anton Stadler e Joseph Leutgeb, e os membros da companhia teatral de Emanuel Schikaneder, incluindo o próprio. Sua amizade com Joseph Haydn se tornou intensa, ainda que não convivessem regularmente. Entretanto desenvolveram profunda admiração um pelo outro, e a obra de Mozart revela influência do compositor mais velho. Sua ambivalente relação com Antonio Salieri se tornou outro pomo de discórdia para a crítica, e muitas lendas se formaram em seu redor, incluindo uma que o acusava de ser o assassino de Mozart. Mozart possivelmente invejava sua alta posição na estima do imperador e de início suspeitou dele, supondo que buscasse prejudicá-lo com intrigas. Mais tarde estabeleceu um relacionamento cordial com o concorrente, convidando-o para uma récita de A Flauta Mágica e ficando encantado com os elogios que Salieri lhe fez. Salieri também manifestou sua deferência quando incluiu obras de Mozart ao reger a música da coroação de Leopoldo II em Praga. Relatos deixados por amigos de Salieri dizem que em sua velhice ele teria confessado o envenenamento de Mozart, mas nessa época ele já havia tentado o suicídio e entrado em um estado mental delirante, e hoje a crítica considera a suspeita infundada.

### Aparência e iconografia

Retrato inacabado de Mozart, 1782, por Joseph Lange.

Tinha baixa estatura, era magro e pálido, a varíola deixara marcas em seu rosto e Nannerl disse que ele não tinha nenhum atrativo físico, circunstância de que ele era consciente. Hummel e outros, contudo, lembravam de seus grandes e brilhantes olhos azuis, e o tenor Michael Kelly, que ele era vaidoso de seus cabelos bastos, finos e louros. Sua orelha esquerda era deformada, e a mantinha escondida sob o cabelo. Seus dedos também tinham deformidades, mas isso podia se dever à prática continuada no teclado. Em anos finais adquiriu uma papada e seu nariz se tornou proeminente, o que deu origem a piadas nos jornais. Embora essas descrições possam ser exageradas, em vários momentos se registrou sua preocupação de compensar sua falta de beleza física com a elegância nos trajes, sapatos e no penteado, e mesmo em suas roupas íntimas.
Mozart foi retratado várias vezes em vida. Restam cerca de catorze retratos considerados autênticos, e mais de sessenta cuja identificação é duvidosa. Dentre os autenticados a grande maioria foi realizada por pintores de escasso mérito, mas são importantes o de Barbara Kraft, pintado postumamente a partir de fontes anteriores e segundo Landon talvez o que mais se aproximou da sua real fisionomia, e o pintado por seu cunhado Joseph Lange, muito poético mas deixado inconcluso. Também são dignos de nota uma litografia de Lange feita possivelmente a partir de uma pintura perdida, o desenho de Dora Stock em ponta de prata, o retrato familiar de Johann Nepomuk della Croce e os retratos infantis de Saverio dalla Rosa e Pietro Lorenzoni. Quando Mozart morreu foi feita uma máscara de cera de seu rosto, que se perdeu. Ao longo do século XIX foram produzidos diversos outros retratos, mas se tratam de recriações românticas que mais revelam as ideias da burguesia da época do que os verdadeiros traços do compositor.

## Obra musical

### Contexto
Depois de um início influenciado pela estética Rococó, Mozart desenvolveu a maior parte de sua carreira durante o período da história da música conhecido como classicismo, assim chamado em vista de seu equilíbrio e perfeição formal. O movimento teve paralelos nas outras artes sob o nome de neoclassicismo, que nasceu de um renovado interesse pela arte da Antiguidade clássica, ocorrendo em meio a importantes descobertas arqueológicas e tendo como um de seus principais mentores intelectuais o alemão Johann Joachim Winckelmann. O neoclassicismo deveu sua origem também a uma influência dos ideais do Iluminismo, que tinham base no racionalismo, combatiam as superstições e dogmas religiosos, e enfatizavam o aperfeiçoamento pessoal e o progresso social dentro de uma forte moldura ética. Sem o conhecimento de relíquias musicais da Antiguidade, ao contrário do que acontecia com as outras artes, o Classicismo musical foi em larga medida uma evolução contínua, sem quebras bruscas, a partir de raízes barrocas e rococós. Gluck tentou atribuir ao coro, no campo da ópera, uma importância equivalente ao que ele possuía na tragédia clássica, mas os principais gêneros musicais consolidados no Classicismo, a sinfonia, a sonata e o quarteto de cordas, tiveram precursores desde o início do século XVIII. Junto com Haydn, foi Mozart quem os levou a um alto nível de excelência e consistência. Apesar de os primeiros compositores desses gêneros terem sido invariavelmente nomes do segundo ou terceiro escalão, sem eles a música instrumental de Mozart seria impensável.

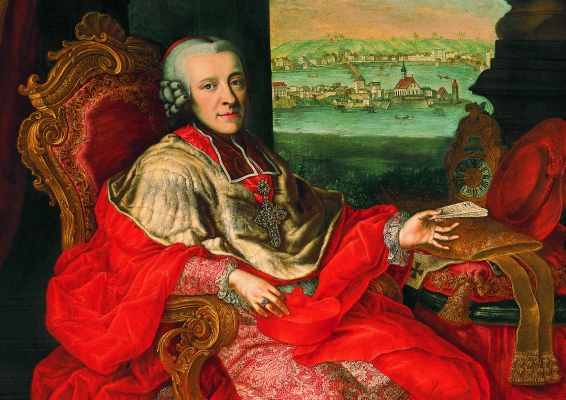
Hyeronimus Colloredo em 1773.

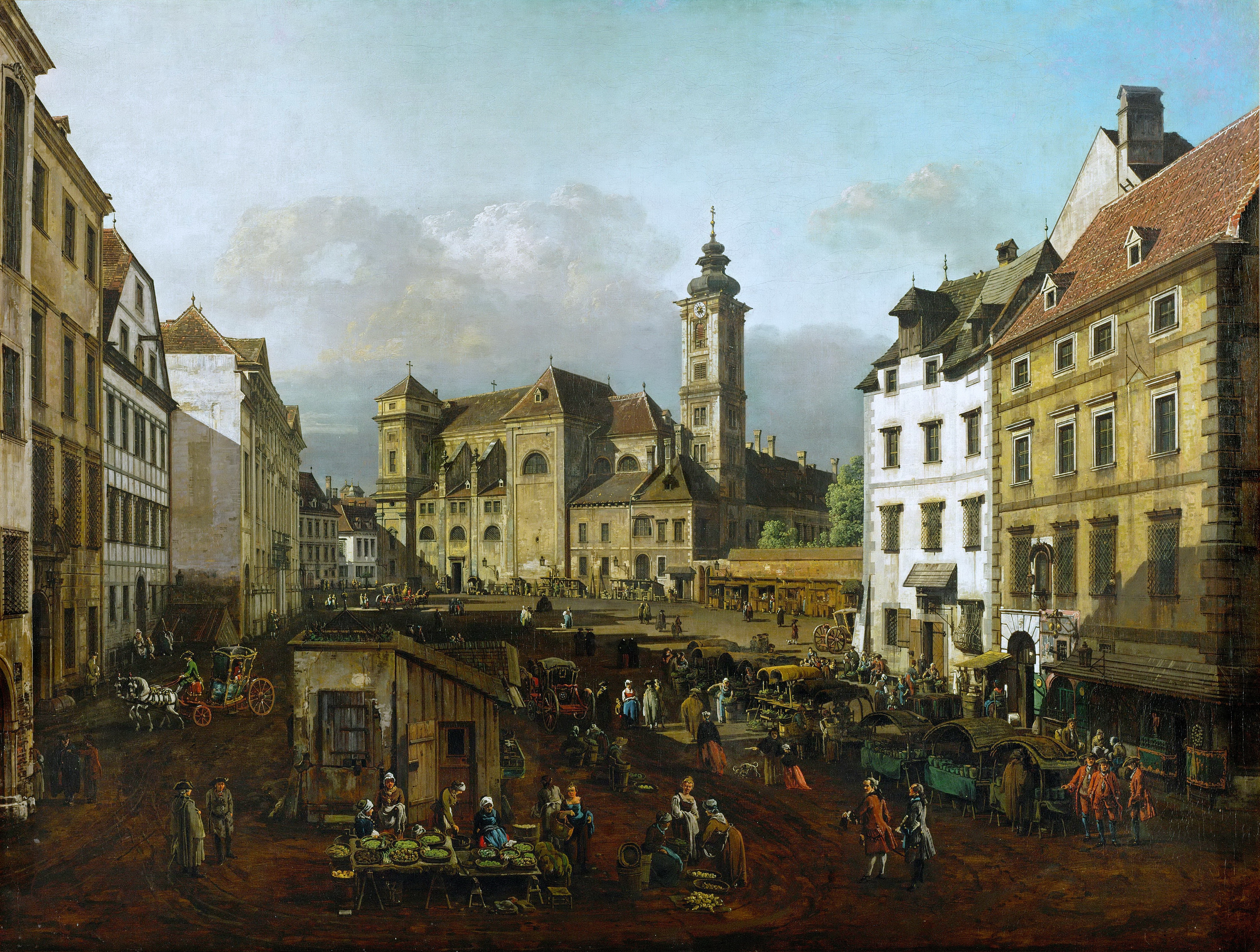
Viena em meados do século XVIII, em pintura de Canaletto. Kunsthistorisches Museum.

Salzburgo, que tinha uma antiga tradição em música, na época de nascimento de Mozart se tornara um centro de algum relevo no mundo musical da Áustria, tendo contado ao longo do século XVIII com a presença de nomes importantes como Muffat e Caldara. Na altura do nascimento de Mozart, seu próprio pai, Leopold, era um dos líderes de uma escola local que adquirira contornos caracteristicamente germânicos, suplantando a influência dos estilos francês e italiano antes predominantes. Nesta época a vida musical se tornou rica; a orquestra e coro da corte alcançaram alguma fama além das fronteiras locais e atraíram notáveis instrumentistas e cantores; várias famílias burguesas abastadas começaram a formar seus próprios grupos, alguns podendo competir em qualidade e tamanho com o da corte. Contudo, quando Colloredo ascendeu ao trono do principado, embora fosse ele mesmo um amante da música e um violinista, impôs uma significativa redução no número de seus músicos e enxugou o ritual do culto religioso, alinhando-se à filosofia do imperador José II. Com essa severa limitação, as perspectivas de futuro profissional de Mozart na cidade se tornaram reduzidas.
Viena, por sua vez, como capital do império era um centro musical muito mais importante. Mesmo com as limitações na música sacra, a capela da corte ostentava um alto padrão, e música profana era produzida em quantidade em casas de ópera, concertos públicos e nos saraus de inúmeras famílias que mantinham orquestras e grupos de câmara privados. Algumas delas possuíam pequenos teatros em seus palácios e eram até capazes de prover condições para apresentações camerísticas de óperas. Além disso, a cidade contava com editoras de música, inúmeros copistas e renomados fabricantes de instrumentos, e um grande trânsito de músicos estrangeiros visitantes que faziam circular novas ideias e composições. Com a atuação de Haydn, do próprio Mozart e logo em seguida a de Beethoven, se tornou uma das maiores referências musicais de toda a Europa.

### Visão geral
Mozart adotou, como todos os compositores clássicos, a forma-sonata como estrutura básica para a grande maioria dos movimentos mais importantes de suas composições. Esta forma tivera origens nas estruturas bipartidas de Domenico Scarlatti, que foram desenvolvidas por Carl Philipp Emanuel Bach e levadas a um estado de consolidação por Joseph Haydn, ora transformadas em uma estrutura simétrica e dividida em três seções bem definidas e contrastantes: uma exposição onde dois temas distintos são apresentados, o primeiro na tônica da peça, e o segundo na dominante; um desenvolvimento, onde os dois temas são explorados e combinados de várias maneiras, e uma recapitulação, onde o material da exposição é retomado na forma de uma conclusão. Os compositores clássicos não somente levaram a forma-sonata a um estágio de perfeição como contribuíram para aperfeiçoar também a sonata em vários movimentos, definida como uma peça em geral em quatro movimentos: o primeiro rápido, em forma-sonata, seguido de um movimento lento, um adagio ou andante que tinha um caráter de canção. Depois vinha um minueto, uma peça leve derivada da música para dança, e encerravam a estrutura um rondò ou variações, novamente em andamento rápido. As formas da forma-sonata e da sonata foram empregadas em todos os gêneros de composição, da música sacra à profana, instrumental ou vocal, na música para solo ou para grupos.
A música de Mozart é basicamente homofônica, definida em poucas palavras como uma linha melódica suportada por uma harmonia vertical, com um uso econômico de modulações e de dissonâncias, estas colocadas em pontos estratégicos e logo resolvidas. Sua harmonia, sempre clara, é extremamente rica em sutilezas e soluções originais, e seu uso da dissonância, do desenho motívico e das dinâmicas atende a propósitos eminentemente expressivos. Seus ritmos são vivazes e sua compreensão das possibilidades texturais dos instrumentos é imensa. Ao mesmo tempo, usou recursos polifônicos abundantemente, incluindo o mais estrito deles, a fuga, em particular em suas missas. Contudo, seu uso da fuga podia se abrir para liberdades formais, dependendo das características dos sujeitos (temas). As fugas com sujeitos longos são mais propensas a exibir feições tradicionais, enquanto as de sujeitos curtos são mais experimentais e seus perfis melódicos se encaixam melhor na estética clássica. Elas raramente cobrem todo um movimento, antes são comuns nas seções de conclusão, um procedimento entendido como uma enfatização retórica do discurso musical. Na música instrumental as fugas rigorosas são raras, e os recursos polifônicos são estruturados como episódios dentro do arcabouço da forma-sonata. Mozart estudou com interesse as fugas de Bach e compôs diversas, e também entrou em contato com a música de Händel, igualmente rica em polifonia, de onde recebeu importante influência.

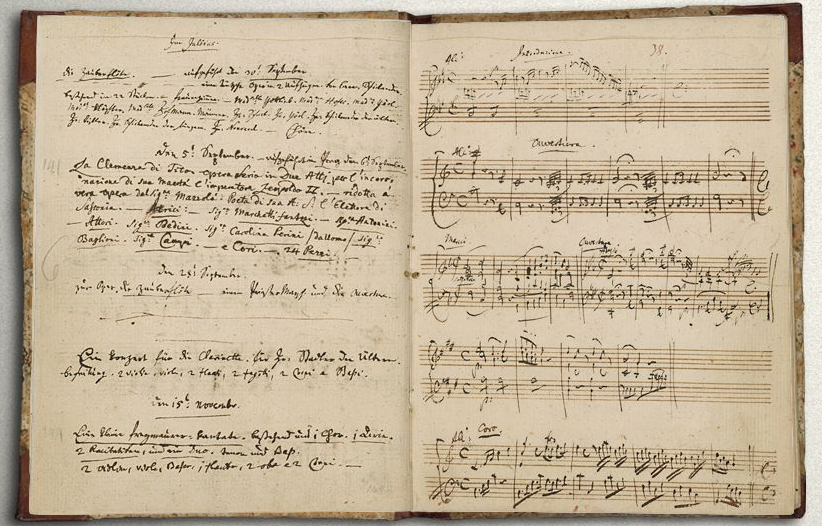
Páginas do caderno de anotações musicais de Mozart. British Library.

Sabe-se que Mozart entendia o processo de composição como uma atividade consciente, que devia ser empreendida com um propósito definido e de acordo com uma necessidade específica. Devaneios à espera de inspiração, ou um entendimento da inspiração como uma força externa, não tinham lugar no seu método. Contudo, isso não excluía a fantasia, nem impedia que seus sentimentos exercessem influência em seu trabalho. Seus contemporâneos não conheceram seus procedimentos de composição, sabiam apenas que ele compunha muito e rápido. Criou-se porém um folclore, a partir de seus grandes dotes como improvisador e de algumas observações esparsas que ele mesmo fez, de que ele escrevia de forma instintiva, ou de que as músicas lhe vinham prontas à mente e depois apenas as transcrevia mecanicamente à partitura, sem necessidade de correções, ou que compusesse sem qualquer ajuda de instrumentos, mas essa percepção, confrontada com um grande corpo de outras evidências contrárias, em grande parte não sobrevive. É certo, por outro lado, que ele possuía uma memória e capacidades intelectuais prodigiosas. Em uma carta afirmou que elaborava uma composição mentalmente enquanto escrevia outra já pronta no papel, mas em outras deu detalhes a respeito de meditações prolongadas planejando obras, e de seu esforço considerável até que elas resultassem a contento. Seu estado de consciência agudamente ativo quando se tratava de música é relatado em carta a seu pai, dizendo que pensava em música todo o dia, e que gostava de experimentar, estudar e refletir. Seu procedimento padrão, a partir das análises dos manuscritos e de seus relatos, era o seguinte: em primeiro lugar concebia uma ideia e usava sua fantasia para defini-la, em seguida experimentava-a ao piano — dizia que sem um piano não conseguia compor, ou só o fazia com dificuldade. A próxima etapa envolvia a comparação de sua ideia como modelos de outros compositores, e então anotava um primeiro esboço no papel, muitas vezes de forma críptica, para que ninguém entendesse o que ele estava planejando. Outros esboços mais completos se seguiam, detalhando a progressão harmônica da estrutura e suas linhas melódicas principais, bem como delineando a linha de baixo, sobre a qual o restante era construído. Anotava temas subsidiários para futuro aproveitamento, e dali a obra começava a tomar sua forma definitiva. A última etapa consistia na orquestração, que definia a sonoridade final da peça.

Assinatura de Mozart.

Ao contrário das lendas que descreveram Mozart como um prodígio inato, o vasto conhecimento que tinha da cultura musical europeia de seu tempo e de épocas anteriores foi decisivo para a formação de seu estilo pessoal. Seu gosto pelas nuanças sutis e delicadas, seu hábil uso do espectro tonal para dar cores mais ricas à harmonia, e a flexibilidade de seu estilo evitaram que sua forte veia lírica penetrasse nos excessos do romantismo. Mesmo em ocasiões em que expressou a tragédia da existência humana, temperou o drama recusando qualquer afetação. Cultivando o equilíbrio, o charme e a graça característicos do classicismo, sua obra não obstante possui grande vivacidade, expressividade e força, apresentando suas ideias sempre uma forma clara e direta. Sua produção é enorme, multifacetada e aqui só pode ser abordada sumariamente em seus gêneros principais, incluindo cerca de vinte óperas, dezessete missas, um réquiem, 29 concertos para piano, vários concertos para instrumentos diversos, 27 quartetos e seis quintetos de cordas, 41 sinfonias e grande número de composições menores em várias formações. O Catálogo Köchel lista 630 peças de sua autoria, mas ocasionalmente outras têm sido redescobertas.

### Óperas
Entre suas composições mais importantes estão suas óperas, que incorporaram elementos de tradições bem diferenciadas: o singspiel alemão e a opera seria e opera buffa italianas. Entretanto, não se pode tomar essas categorias demasiado ao pé da letra, havendo muitas obras com traços comuns a todas. Mesmo algumas de suas opere buffe incluem elementos dramáticos de grande peso na trama e no caráter da música, a ponto de ele descrever Don Giovanni, por exemplo, como um "drama jocoso". Suas primeiras criações no gênero são notáveis por terem sido obra de uma criança, mas embora corretas do ponto de vista técnico, carecem de maiores qualidades dramáticas nem possuem uma arquitetura musical muito rica ou complexa. Seu melhor momento na fase infantil é Lucio Silla, composta aos dezesseis anos, onde se esboça uma coerência dramática mais efetiva entre os números, sendo de especial interesse o final do I Ato, onde ele conseguiu evocar uma atmosfera tenebrosa de grande interesse. Entretanto, em geral a obra segue estritamente as convenções da opera seria, concentrando suas forças em árias de bravura para exibição de puro virtuosismo vocal. Sua abordagem já é bem diferente em Idomeneo, a primeira de suas grandes opere serie. Ele já se esforça por dominar seus meios de forma consciente e com um propósito definido, demonstrando um apreciável entendimento das convenções do teatro e das maneiras de obter o melhor efeito dramático. Evitou cadências de caráter fortemente conclusivo ao fim de cada número, para que a integração entre eles se fizesse mais natural e contínua, eliminou o decorativismo da tradição italiana do bel canto, e usando recursos simples escreveu música sóbria e expressiva, provendo-a de grande intensidade patética e lírica.
Em O Rapto do Serralho é dado um passo adiante, ainda que a obra não tenha as pretensões dramáticas de Idomeneo. As numerosas árias de bravura são muito mais brilhantes e ricas musicalmente do que em suas obras anteriores, mas o resultado final é um híbrido confuso entre a opera seria e a opera buffa, onde a integração dos dois universos é desarticulada e inconsequente. Um equilíbrio só foi conseguido numa etapa posterior da evolução de seu pensamento musical e do entendimento do caráter e psicologia dos personagens, resultando nas três óperas que escreveu sobre libretos de Lorenzo da Ponte, As Bodas de Fígaro, Don Giovanni e Così fan tutte, na fase final de sua carreira. Em todas elas os personagens burgueses ou cômicos recebem um tratamento musical e caracterológico de idêntica importância ao dos personagens heroicos e nobres. Todas evidenciam uma grande segurança no manejo da forma da ópera italiana, de fato Mozart não mudou as convenções do gênero, mas aceitou-as e as imbuiu de um poder sonoro, um alcance dramático e uma penetração psicológica até então sem paralelos, junto com a criação de arquiteturas sonoras elegantes, uma harmonia transparente e colorida com sutileza, uma orquestração límpida e evocativa e uma inspiração melódica cheia de frescor e vivacidade. Segundo Hindley essas características se combinam para dar-lhes sua atmosfera de fantasia, seu equilíbrio exato e seu profundo significado humano.

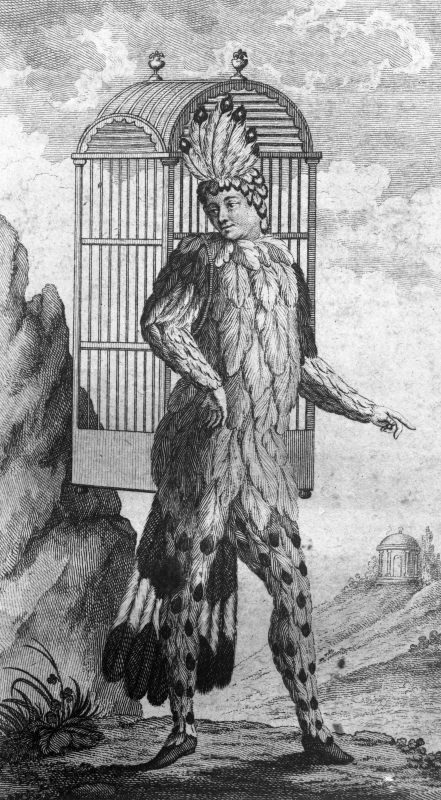
Emanuel Schikaneder na primeira criação do personagem Papageno, da Flauta Mágica. Capa da edição original do libreto da ópera.

Suas duas óperas derradeiras, A Flauta Mágica e A Clemência de Tito, também de grande valor, deixam intrigantes questões pendentes para os críticos, que especulam sobre aonde as inovações que introduziram poderiam tê-lo levado se tivesse vivido mais. A Flauta Mágica é o melhor exemplo do interesse de Mozart na criação de uma ópera nacional germânica, tanto em forma como em expressão, empregando o alemão como língua do libreto e realizando uma concepção expandida da forma do singspiel. Seu tema é esotérico e em parte arqueológico, e pode refletir influência de doutrinas maçônicas. Trata em resumo da vitória da luz sobre as trevas; o casal protagonista passa através de um rito de iniciação, e o final é uma alegoria do casamento da Sabedoria com a Beleza, mas a obra também tem importantes elementos de contos de fadas e de pantomima. Tecnicamente a escrita de bravura não atende a propósitos exibicionísticos, mas a dramáticos, e é bastante econômica; em vários pontos é aparente a tentativa de basear a ação mais a partir dos recursos da voz do que da coreografia dos personagens, com passagens declamatórias inovadoras, de forte qualidade dramática e coerência harmônica, traços que desencadeiam mutações imprevistas e inusitadas na estrutura geral da obra. Quanto ao Tito, é uma opera seria pura, sem interpolações cômicas, um drama político exaltando a nobreza e generosidade do imperador protagonista — uma alegoria de Leopoldo II — contra um contexto dominado por intrigas, traição, paixão, ciúme, covardia e turbulência civil. Foi composta às pressas mas representa uma evocação tardia e nobre de um gênero que já estava em extinção, assimilando em parte a influência da renovação da opera seria feita por Gluck e dando à música uma atmosfera de verdadeira tragédia clássica com sábia economia de meios, grande expressividade e uma instrumentação que apontava para o futuro. Muitos autores a consideraram na época a suma das conquistas de Mozart na opera seria.
É interessante assinalar que o tratamento das árias das suas óperas se conformava às necessidades e capacidades de cada cantor que ele dispunha. Também a forma literária do libreto lhe dava sugestões sobre como estruturar o conteúdo musical. No contexto altamente convencional da opera seria a ária é um dos elementos mais importantes, é nela onde se apresenta a maior parte do material musical de toda a composição, restando aos recitativos e coros uma quantidade muito menor. Entretanto, a ária não envolve progresso dentro do desenrolar da ação, é um número onde a ação é congelada para que o solista faça uma meditação privada sobre os eventos que aconteceram antes ou planeje uma ação futura. O movimento do drama acontece principalmente nos recitativos dialogados, onde os personagens podem interagir e levar a ação adiante. Sendo uma cena estática e de estrutura simétrica, a ária em essência é contrária ao desenvolvimento natural de um drama sempre em expansão, e o rigor da simetria impede o livre desenvolvimento da caracterização do personagem. Assim, ela exige que o compositor lhe infunda interesse dramático por outros meios, notadamente pelo acúmulo e estruturação de elementos puramente musicais. Mozart lidou com essas convenções organizando seu material sobre uma nova hierarquia de proporções, sobre uma sequencialidade temática mais coerente e consequente, e também buscando libretos que oferecessem uma dramaturgia mais dinâmica. Com isso ele conseguiu dar à retórica intrínseca à ária objetivos mais definidos e mais funcionais dentro do arcabouço mais ou menos rígido da ópera.

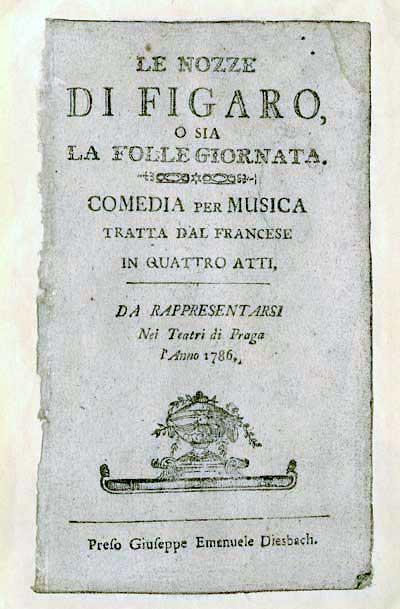
Libreto de As Bodas de Fígaro, 1786.

- Una donna a quindici anni, ária de Despina da ópera Così fan tutte

- Der Hoelle Rache, ária da Rainha da Noite, da ópera A Flauta Mágica

- Marcha dos sacerdotes, da ópera A Flauta Mágica

- Ach, ich fuhl's, ária de Pamina da ópera A Flauta Mágica

### Concertos
De acordo com Levin não são as sinfonias, mas as óperas e os concertos as formas que mais revelam a evolução da escrita orquestral de Mozart nos anos vienenses, e ambos compartilham de diversas características técnicas, expressivas e formais no tratamento da parte solista em relação à orquestra e na adaptação da escrita às capacidades dos intérpretes, como foi descrito acima em relação às árias operísticas. Mas ao contrário de uma situação dramática teatral, o concerto não está atado a um libreto nem à sequência canônica ária-recitativo-ária-recitativo-etc. que caracteriza a ópera. Assim se abria para o compositor uma liberdade muito maior no desenvolvimento da retórica musical, ainda que muito dessa retórica transposta aos instrumentos permanecesse sujeita às mesmas leis de articulação e de compreensibilidade, como é revelado em especial nos primeiros movimentos dos concertos, organizados na estrutura essencialmente dialética da forma-sonata, onde todos os elementos buscam um mesmo objetivo retórico definido e o virtuosismo se reconcilia com as necessidades de expressão dramática. Este é um traço que aparece em quase toda a sua produção concertística, particularmente nos concertos de sua maturidade.
A dívida dos concertos de Mozart para com sua música vocal solista também se revela em muitos pormenores de seus movimentos lentos, como por exemplo nas passagens em estilo de recitativo dos concertos para piano K466, K467, K595 e diversos mais, na variedade dos acompanhamentos orquestrais à parte solista, e na vivacidade com que o conjunto da orquestra reage ao solista e o provoca por sua vez a uma reação de sua parte. Da mesma maneira, adaptou a escrita dos instrumentos solo de acordo com as habilidades técnicas de seus executantes ou às possibilidades de seus instrumentos particulares. Por exemplo, no concerto para harpa e flauta K299 incluiu as notas graves ré♭3 e dó3 na parte da flauta porque o instrumento do intérprete, o Conde de Guines, tinha uma flauta com um adaptador que possibilitava tocar essas notas inacessíveis às flautas em geral. O concerto para clarinete K622 foi composto especialmente para Anton Stadler, cujo instrumento alcançava quatro semitons abaixo da tessitura usual. Os concertos compostos para o trompista Joseph Leutgeb testemunham o gradual declínio de sua habilidade: nos primeiros, K417 e K495, respectivamente de 1783 e 1786, incluem as notas agudas si4 e dó5, mas no concerto K447, de 1787, elas são omitidas, e num rascunho não concluído de outro concerto de 1791 não aparece nenhuma nota abaixo de sol3.
Mozart criou seus primeiros concertos acrescentando partes orquestrais a sonatas para solo de teclado de outros compositores, mantendo a parte do teclado essencialmente inalterada, mas desde logo manifestou habilidade em resumir o material temático e estrutural na escrita orquestral que adicionou. Mozart pouco praticou a forma do concerto até cerca de 1773, quando os seus experimentos mais avançados na ópera despertaram seu interesse pela retórica instrumental, conscientizando-se de que as complexidades inerentes à forma do concerto solista poderiam equivaler a uma situação dramática específica. Desta maneira, desde que compôs o seu primeiro concerto com material original, o concerto para violino K207, de 1773, todos os seus concertos subsequentes são altamente particularizados e todos apresentam uma grande riqueza de materiais temáticos e estruturais diferentes. No modelo geral da seção de exposição dos primeiros movimentos de seus concertos aparecem em torno de sete células estruturais distintas, algumas delas podendo, contudo, derivar de um mesmo tema. Com essa fartura de elementos e sua habilidade em integrá-los, Mozart evitou os dois principais problemas da escrita concertante de seus contemporâneos: o formalismo mecânico e a falta de tensão, que geravam um discurso musical frouxo, episódico e repetitivo. Alcançando uma notável integração entre forma e retórica, Mozart suplantou todos os outros compositores de sua época que se dedicaram a este gênero.

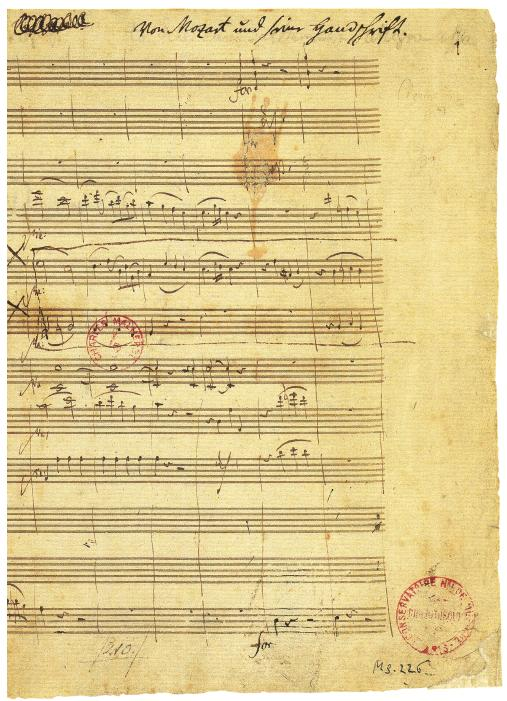
Partitura autógrafa do concerto para piano K488, 1786. Biblioteca Nacional da França.

Vários autores consideram que, dentro de todos os concertos de Mozart, os escritos para piano (na verdade o pianoforte), que compôs para suas próprias apresentações como solista, representam sua maior realização na música concertante, e pairam muito acima de toda a produção de seus colegas pela riqueza e originalidade do conjunto e pela sutileza e complexidade do relacionamento criado entre solista e orquestra, mantendo as características idiomáticas tanto do solista quanto do grupo, e estabelecendo um diálogo entre ambos que foi capaz de expressar uma vasta pletora de significados e emoções.
- 1º movimento, allegro, do concerto para flauta e harpa em dó maior K299

- 1º movimento, allegro, do concerto para clarinete em lá maior K622

- 2º movimento, andante ma adagio, do concerto para fagote em si♭ maior K191 (186e)

- 3º movimento, presto, da sinfonia concertante para violino e viola K364 (320d)

### Sinfonias

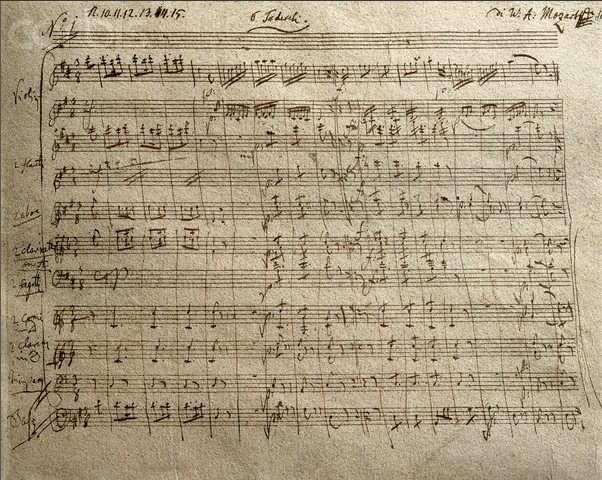
Partitura autografa da sinfonia K504, 1787.

Mozart deu, logo após Joseph Haydn, a maior contribuição para a escrita sinfônica. Trabalhou no gênero ao longo de quase toda a sua carreira, as primeiras datando de 1764 e as últimas de 1788. As primeiras evidenciam a influência de compositores como Johann Christian Bach, Karl Friedrich Abel e outros que encontrou em suas viagens internacionais, mesclando estilos italianos e germânicos. Seu padrão estrutural é uniforme: todas em três movimentos, sem um minueto; o primeiro movimento é em tempo rápido em metro 4/4 e dividido em duas seções. Os segundos movimentos são lentos, também em forma binária e usualmente metro 2/4, e os movimentos finais são em regra rondòs rápidos em metro 3/8. Contudo, em algumas delas se encontram variações na forma básica da sinfonia. A partir da sinfonia K43 o minueto é introduzido como terceiro movimento e a forma com quatro movimentos se torna o padrão usual, os primeiros movimentos são menos regulares e na última do grupo é que aparece enfim a forma-sonata plenamente desenvolvida. A fase seguinte compreende o período das duas primeiras viagens italianas, mas diversas peças desse grupo só foram transmitidas por fontes secundárias, e por isso têm autoria duvidosa. De autoria confirmada são apenas a K74 e a K 112, compostas entre 1770 e 1771, e dada essa incerteza autoral e a discrepância entre as duas que são asseguradas, é difícil formar uma ideia sobre o grau de influência italiana direta sobre esta fase.
Logo em seguida, entre o fim de 1771 e meados de 1774, compôs mais um grande conjunto de dezessete sinfonias, cuja forma e expressividade são muito mais variadas e imprevisíveis, assimilando elementos italianos, da Escola de Mannheim e de compositores locais como Michael Haydn. A metade final deste grupo elabora seus primeiros movimentos mais consistentemente na forma-sonata, usando o contraste dos dois temas principais como recurso expressivo e estruturante, ao mesmo tempo em que revela crescente interesse pelo contraponto. Os anos seguintes foram pobres em sinfonias novas, mas ele retrabalhou algumas aberturas de óperas antigas como sinfonias com a adição de finales. Só retomou o gênero em 1779, produzindo diversas até 1780, com significativas variações formais. Em 1783 escreveu a primeira com um primeiro movimento lento, mas são as suas três últimas obras nesta forma, K543, K550 e K551, que ressaltam em toda a sua produção, estando entre as mais importantes e influentes sinfonias compostas em todo o século XVIII. Foram escritas em um jato, em apenas seis semanas, no verão de 1788. Nelas aparecem claramente os elementos que constituem sua contribuição essencial ao gênero sinfônico: uma estrutura perfeitamente equilibrada e proporcionada, um vocabulário harmônico de grande riqueza, o uso de material temático com funções estruturais, e uma profunda preocupação com as texturas orquestrais, manifesta em especial na escrita altamente idiomática para os instrumentos de sopro, particularmente o clarinete e o corne francês, que atuam como apoio e ligação entre as cordas e as madeiras. Também foi o primeiro a introduzir um elemento elegíaco no primeiro movimento da sinfonia, e embora sua obra privilegie o estilo homofônico, foi um mestre na composição contrapontística e fugal, deixando um exemplo importante no finale da sinfonia K551 (Júpiter).
- 1º movimento, molto allegro, da sinfonia K550 em sol menor

- 2º movimento, andante, da sinfonia K550 em sol menor

### Música sacra

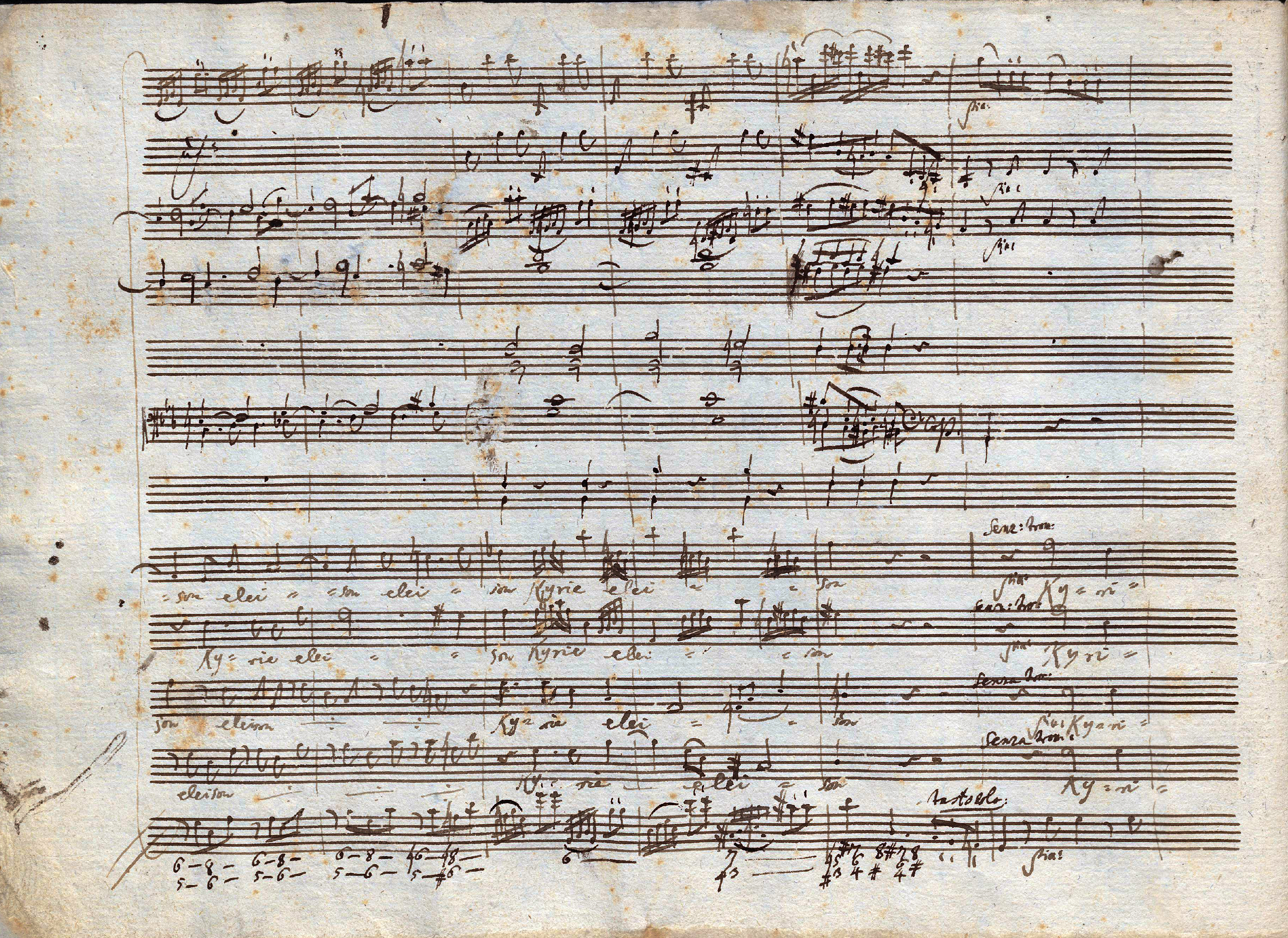
Página autógrafa da Grande Missa em dó menor, 1782/1783.

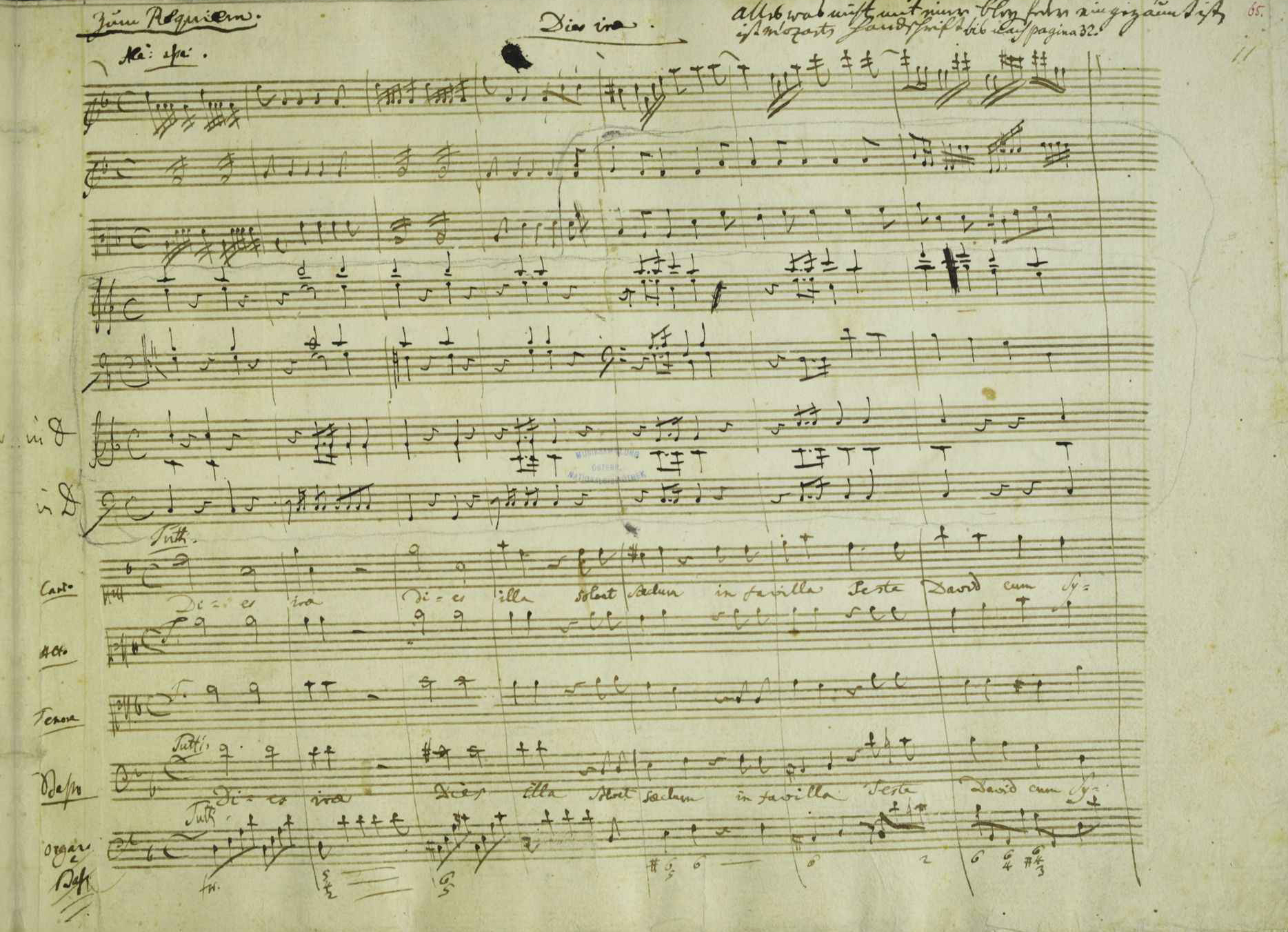
Página do Réquiem com a seção Dies irae.

Suas principais obras sacras, as missas, seguem os princípios da escrita sinfônica, mas são compostas com grande variedade de forças, desde um simples quarteto vocal acompanhado pelo órgão, até peças que exigem uma grande orquestra, um grupo de solistas e um coro, que se combinam de múltiplas formas em estruturas de grande amplitude que podem extrapolar os usos litúrgicos, como é o caso da Grande Missa em dó menor. Seus principais modelos diretos foram as missas de Michael Haydn, Johann Eberlin e seu pai, Leopold. São aceitas atualmente como autênticas dezessete missas de Mozart, algumas na forma da missa breve e outras na da missa solene, além da missa de defuntos, o Réquiem. Suas primeiras obras no gênero são despretensiosas, mas com doze anos já pôde compor uma peça significativa, a missa em dó menor K139. Quando Colloredo assumiu o arcebispado introduziu algumas mudanças na liturgia influenciadas pelo Iluminismo, e tentou instaurar uma música sacra menos decorativa e mais funcional, preferindo estruturas concisas e que salientassem a compreensibilidade do texto. As missas de Mozart desse período refletem essas ideias, sendo todas interessantes, com uma rica sonoridade e soluções criativas. A Grande Missa é a que mais se destaca, tanto por sua extensão como por seu estilo, mas permanece incompleta. Nela Mozart tentou resgatar a tradição da missa erudita, tem passagens arcaizantes que remetem a referências barrocas e outras que revelam a influência da ópera italiana, com solos ornamentados. Outras notáveis são as chamadas Missa do Orfanato e a Missa da Coroação.
Depois da Grande Missa Mozart não voltou ao gênero senão em seu último ano de vida, ao compor o Réquiem, a mais conhecida de suas obras sacras, também inacabada. Foi composto sob sigilo por uma encomenda anônima do Conde von Walsegg-Stuppach, pois aparentemente ele desejava fazer passar a obra como sua e executá-la em uma cerimônia fúnebre em memória de sua esposa. É uma situação, contudo, controversa, e muito folclore foi formado em torno das circunstâncias peculiares de sua encomenda e composição. A obra recebeu complementos do discípulo de Mozart Joseph Eybler, mas ele não foi capaz de terminá-la. As partes faltantes foram enfim completas por outro aluno, Franz Süssmayr, provavelmente usando em parte rascunhos do próprio Mozart, mas até hoje permanece a dúvida do quanto se deve aos discípulos no resultado final hoje conhecido. Diversos musicólogos ofereceram versões alternativas na tentativa de recriar as intenções originais de Mozart. Seu conteúdo musical é muito rico, usando elementos de contraponto erudito, reiterações motívicas que integram toda a composição, técnicas barrocas — sendo importante o exemplo de Händel —, instrumentação associada à Maçonaria e traços operísticos, produzindo uma obra de grande solenidade e de coesão estética notável para a multiplicidade de referências que emprega.
Além das missas Mozart compôs um grande número de outras obras sacras em suas funções na corte arquiepiscopal de Salzburgo. Dentre estas as mais substanciais são as vésperas e litanias, com uma agitada escrita para cordas e rica declamação coral intercalada com passagens em contraponto erudito. A série de vésperas mais conhecida é a Vesperae Solemnes de Confessore, de 1780, empregando uma ampla variedade de recursos estilísticos, desde a escrita fugal a seções na forma de ária e outras em formato antifonal. Em outros gêneros merecem nota o moteto Exultate, jubilate, de 1773, composto como uma cantata sacra em três movimentos intercalados com recitativos; o pouco conhecido moteto Venite populi, e o pequeno mas afamado moteto Ave verum corpus. Seus dramas sacros Die Schuldigkeit des Ersten Gebots (1767) e La Betulia liberata (1771) pertencem mais ao domínio da ópera, e as cantatas rituais que escreveu para os maçons são interessantes pelo emprego de uma simbologia sonora associada à Maçonaria.
- Laudate Dominum das Vesperae Solemnes de Confessore K339

- Dixit dominus das Vesperae de Dominica K321

- Moteto Ave verum corpus K618

### Música de câmara
Ao longo de toda a sua carreira Mozart produziu música de câmara, que era um elemento central em sua vida doméstica, não somente para apresentações públicas. Ela compõe cerca de um quinto do total de suas obras, abrangendo uma grande variedade de formatos, desde quartetos e quintetos de cordas, passando por sonatas para teclado, trios, duos, divertimentos, cassações, danças e outros mais. Em todos eles Mozart compôs obras significativas, mas são especialmente notáveis suas composições para cordas e as sonatas para teclado solo ou acompanhado, enquanto suas obras para formações mistas tendem a ser consideradas, não sem exceções, derivações desses outros gêneros básicos e de importância relativa menor. Quando Mozart começou a se dedicar à música de câmara não havia limites bem definidos em relação à música sinfônica, e isso se reflete em suas obras. Com o passar dos anos os gêneros adquiriram definição e independência. Também fazem uma categoria à parte as serenatas e cassações, música escrita para ser tocada usualmente ao ar livre, que teve um papel essencial no progressivo abandono do estilo de escrita com baixo contínuo.

#### Cordas

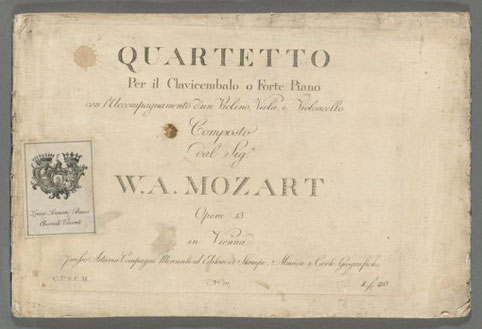
Capa da primeira edição das partes do quarteto de cordas com piano K493, 1787.

Seus primeiros quartetos de cordas mostram a influência de Giovanni Battista Sammartini e das trio-sonatas do norte italiano no uso de melodias curtas, na organização dos movimentos, na unidade de clave e no estilo homofônico predominante. Esses quartetos primitivos também exibem similaridades com a forma do divertimento, e o interesse principal recai nas duas vozes superiores. A forma-sonata é embrionária, com desenvolvimentos curtos e repetições. O grupo de seis quartetos produzido entre 1772 e 1773 já é mais coeso, têm características camerísticas mais definidas e formam um ciclo lógico de tonalidades, todos têm o mesmo número de movimentos e as vozes inferiores já são mais dinâmicas, possibilitando a criação de um efeito concertante. O grupo seguinte de seis quartetos foi produzido em Viena após contato com a obra de Joseph Haydn, de quem trazem forte influência. Sua qualidade é nitidamente superior aos anteriores, sua técnica é mais rica, fazem uso de contraponto e todas as vozes têm igual importância; o desenvolvimento é temático e não seccional, empregam às vezes introduções lentas, cromatismos e num deles há uma fuga. Seus últimos quartetos (1782–1790) são obras de maturidade, a forma canônica do quarteto de cordas é claramente estabelecida, mais uma vez são influenciados por Haydn e seis deles foram a ele dedicados como "fruto de um longo e laborioso esforço", como ele inscreveu na dedicatória. Usam curtas linhas cromáticas e uma harmonia mais livre, a forma-sonata é plenamente desenvolvida, o contraponto forma texturas complexas e as codas são mais elaboradas, com um resultado de densidade quase sinfônica. O último dos seis quartetos para Haydn é célebre pela sua intensidade emocional e sua abertura cromática, sendo chamado Quarteto das Dissonâncias, onde por um trecho a definição da tonalidade é deixada em suspenso.
Dos seis quintetos para cordas, um é obra juvenil e mostra influência de Sammartini e Michael Haydn. Os outros são maduros, mas não são um grupo unificado, tendo cada um características únicas. Os dois primeiros fazem uso de uma escrita concertante, os dois últimos são mais contrapontísticos e têm material temático mais concentrado. Dentre as serenatas para cordas de longe mais conhecida é a Pequena Serenata Noturna K525, que se tornou extremamente popular.
- 1º movimento, allegro, da Pequena Serenata Noturna K525

- 3º movimento, adagio ma non troppo, do quinteto de cordas K516

#### Piano

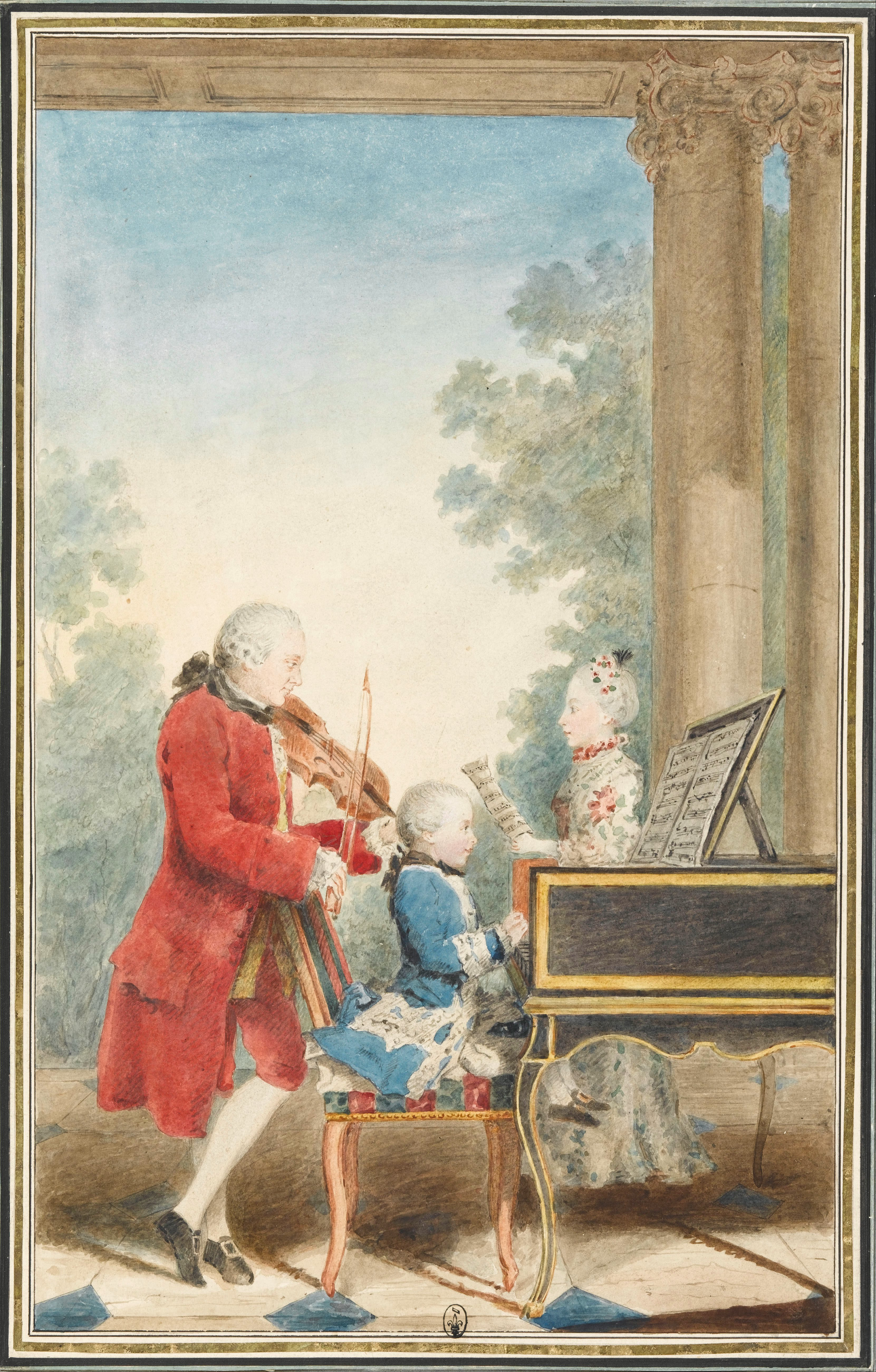
Mozart ao teclado com seu pai e sua irmã, 1763–1764. Aquarela de Louis Carrogis Carmontelle.

Mozart era um pianista consumado, um dos maiores virtuosos de todos os tempos, embora em sua época isso tivesse um significado diferente do que o que adquiriu no século XIX, após a atividade de Clementi e Beethoven. Escreveu para o pianoforte, um instrumento de menor potência e sustentação sonora do que o piano romântico. Suas sonatas para pianoforte e violino mostram a evolução do conceito dessa forma. Historicamente, até c. 1750 o violino tinha o papel principal, cabendo ao teclado uma atuação de suporte harmônico. Por volta de 1750 o teclado assumiu a predominância, tanto que muitas obras nessa forma dão ao violino uma participação ad libitum, podendo ser omitido sem grande prejuízo. Segundo Einstein, coube a Mozart estabelecer um equilíbrio entre ambos os instrumentos, criando um verdadeiro diálogo. Entretanto, isso só foi conseguido em suas obras maduras, as primeiras são meras adaptações de trabalhos alheios para teclado ou tinham um caráter de improviso. Na opinião de Carew, as quatro últimas sonatas para pianoforte e violino merecem um lugar ao lado de suas maiores criações em outros gêneros. Seus dois quartetos de cordas com piano (1785–1786) são obras também importantes e originais, já que Mozart não teve muitos modelos onde se inspirar. O piano é parte integral do discurso e não mero acompanhamento, alcançando em alguns momentos um efeito concertante. Seu conteúdo revela a complexidade de sua fase madura, explorando em profundidade a forma-sonata, os timbres, os desenvolvimentos motívicos, as dinâmicas e as texturas. São obras especiais também por sua atmosfera pré-romântica, aliando lirismo e dramaticidade.
- 2º movimento, tempo di menuetto, da sonata para piano e violino em mi menor K304

Suas dezoito sonatas para teclado solo igualmente testemunham a evolução da forma. Não produziu nada significativo antes de entrar em contato com a produção dos franceses, especialmente as sonatas do germânico radicado em Paris Johann Schobert, e os trabalhos de Johann Christian Bach, que encontrou em Londres. Outra influência importante foi o exemplo das sonatas de Joseph Haydn, um pouco mais tarde. Somente em torno de 1775 começou a mostrar um estilo pessoal, sendo importante como um marco a sonata em ré K284, que exibe uma animação quase concertística e um dos movimentos, em variações, é muito unificado. Entre 1777–1778 compôs uma série de sete, um grupo caleidoscópico cheio de passagens de grande brilho pianístico e movimentos lentos muito sensíveis, com a parte da mão esquerda adquirindo importância equiparável à da direita. Deste grupo é a sonata em lá maior K331, cujo finale é o conhecido Rondò alla turca. A produção de sonatas foi interrompida então por seis anos, e ao retomá-las produziu um grupo de obras caracterizadas pela dramaticidade. As sonatas de seus anos finais resgatam elementos de seus inícios rococós combinados a uma grande maestria na escrita contrapontística. Essas obras permanecem injustamente negligenciadas pelo público moderno, que conhece umas poucas apenas, sendo ofuscadas pela produção de Beethoven e dos outros compositores românticos no mesmo gênero. Parte desse fenômeno se deve ao seu caráter enganadoramente simples, sempre com uma límpida linha melódica e uma harmonia clara, sem muitas modulações e sem dificuldades excepcionais para um instrumentista mediano, o que faz muitas delas serem encontradas mais nas classes de piano do que nos concertos. Contudo, essa falsa simplicidade é uma das características estilísticas mais típicas do Classicismo, que intencionalmente busca o decoro e a contenção numa forma equilibrada. Os arroubos de paixão e a fantasia desenfreada não eram considerados naquele tempo compatíveis com a atmosfera intimista da sonata.
- 1º movimento, allegro maestoso, da sonata para piano em lá menor K310

- 2º movimento, andante cantabile con espressione, da sonata para piano em lá menor K310

#### Mistas
No grupo de peças de formação mista, que transitam entre as dimensões camerísticas e sinfônicas, se destacam seus cinco divertimentos para cordas e trompas, obras leves que foram escritas em geral para celebrar alguma data especial. Salvo um todos têm seis movimentos, e as trompas calam nos movimentos lentos. O primeiro violino tem um papel maior, com uma escrita virtuosística. Quatro deles são precedidos e seguidos de uma marcha a ser tocada enquanto os instrumentistas entram e saem do local. Das serenatas são importantes a Haffner K250/248b e a Posthorn K320, e o quarteto de cordas com clarinete K581 também é digno de menção como uma das mais conhecidas e expansivas peças camerísticas de Mozart, uma grande obra de sua maturidade com uma escrita perfeitamente equilibrada entre os instrumentos. A serenata para treze instrumentos K361/370a, chamada Gran Partita, para sopros e contrabaixo, é talvez sua maior realização na exploração das variadas combinações instrumentais. Usando de material temático organizado em forma dialogada ou criando contrastes entre grupos pequenos contra o restante do conjunto, à semelhança do antigo concerto grosso, escreveu uma música de riqueza timbrística única e que oferece grandes possibilidades de demonstração de virtuosismo para todos os instrumentos. Por fim lembre-se o seu quinteto para piano e instrumentos de sopro K452, de 1784, considerado pelo autor a melhor peça que compusera até então.
- 1º movimento, allegro, do quarteto de cordas com clarinete K581

#### Canções
As cerca de trinta pequenas canções para voz solo e acompanhamento de piano que Mozart produziu merecem uma breve menção. Em sua maioria são peças de pouca monta, o próprio Mozart parece não ter-lhes dado muito valor, entretanto as melhores, criadas entre 1785 e 1787, têm um lugar na história da música tanto por sua excepcional qualidade intrínseca, transcendendo o âmbito das miniaturas, como por serem precursoras do desenvolvimento do gênero do lied alemão.

### Danças e arranjos
As danças de Mozart ocupam um grande espaço em sua produção: somam cerca de 120 minuetos, mais de cinquenta danças alemãs e cerca de quarenta contradanças, em sua maioria compostas depois que assumiu o cargo de Músico de Câmara na corte, onde sua principal atividade era fornecer música para os bailes imperiais. Em geral sua instrumentação é para cordas sem viola e variados instrumentos de sopro. Merecem um registro não pela sua amplitude, pois possuem apenas de 16 a 32 compassos, mas pela impressionante variedade de soluções formais que introduziu dentro dessas formas limitadas, pela rica harmonização e pela sua grande inspiração melódica.
Embora ocupem um lugar menor na produção de Mozart, os vários arranjos que ele fez de outros compositores são importantes por duas razões: em primeiro lugar, as várias obras arranjadas de seu início de carreira são musicalmente quase que apenas curiosidades, mas de grande interesse para se conhecer as influências que sofreu e como desenvolveu seu estilo próprio. Em segundo lugar, os vários arranjos de fugas de Bach e de óperas e oratórios de Händel que realizou na década de 1780 por encomenda do Barão van Zwieten, um amante da música barroca, despertaram seu interesse pelos estilos eruditos do passado e exerceram um significativo impacto em sua escrita, especialmente visível no seu Réquiem. Os seus arranjos de Händel gozaram de considerável prestígio no século XIX, mas hoje, com as preocupações a respeito da autenticidade histórica, pouco são ouvidos.

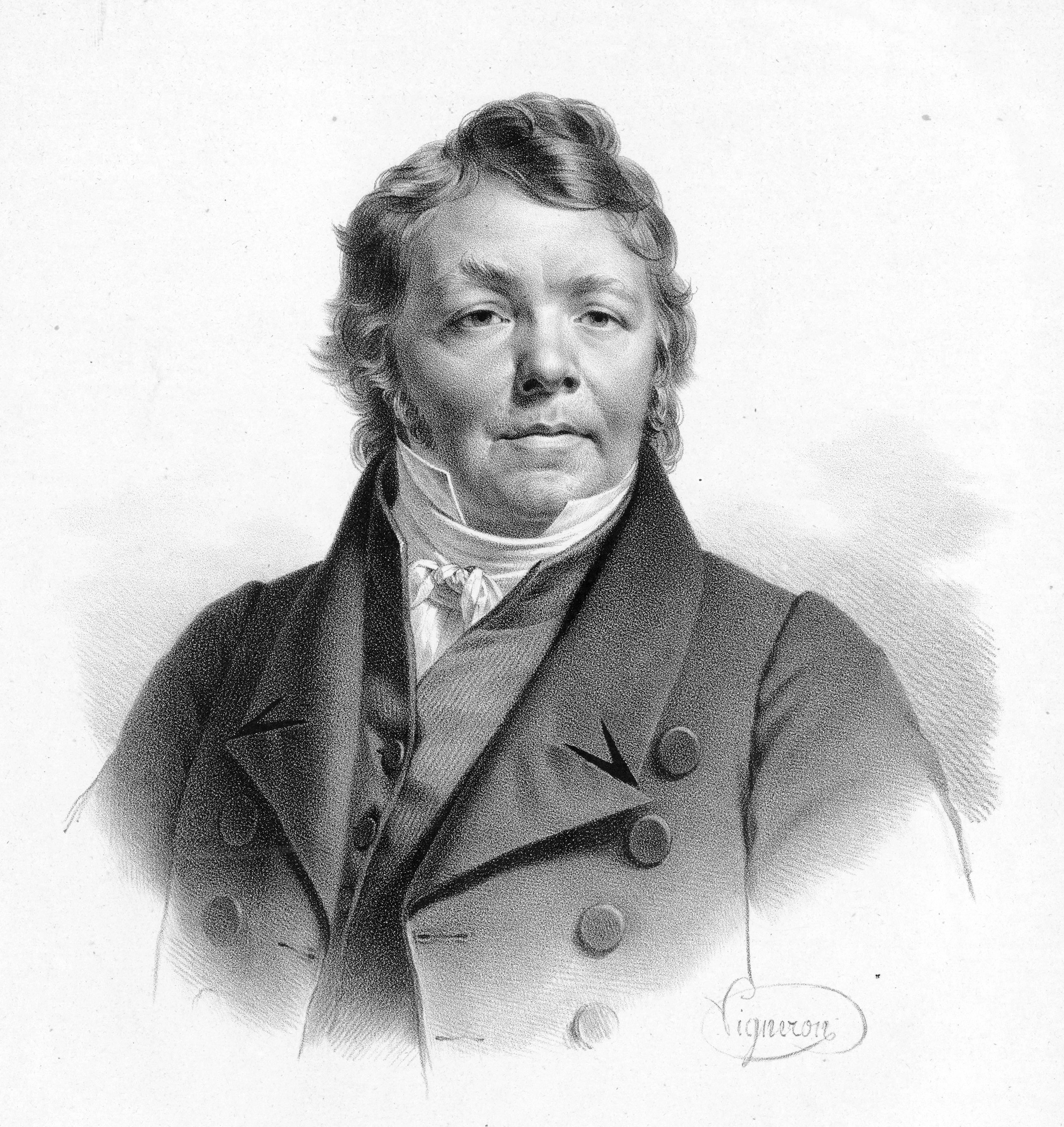
Johann Nepomuk Hummel, o mais famoso dos alunos de Mozart.

### Mozart como professor
A atividade docente nunca foi uma preferida por Mozart, mas ele viu-se obrigado a tomar diversos alunos de piano para melhorar seus rendimentos. O ensino só lhe era agradável quando conseguia estabelecer uma relação amistosa e informal com o aluno. Nestes casos, podia mesmo dedicar-lhes composições. Seus métodos são pouco conhecidos, mas algo se sabe de alguns relatos e da preservação de um caderno de exercícios de seu pupilo Thomas Attwood. Outro aluno, Joseph Frank, descreveu uma de suas aulas com o mestre dizendo que ele próprio preferia tocar peças e pelo exemplo vivo mostrar a interpretação correta, antes do que instruí-lo por recomendações verbais. Alguns alunos disseram que muitas vezes ele era displicente, e que os convidava para jogar cartas ou bilhar durante as aulas, em vez de estudarem música, mas Eisen & Keefe discordam dessa impressão, considerando-o um professor cuidadoso. Mozart não apenas ensinava a parte prática, mas também teoria musical, usando como base o conhecido manual de Johann Joseph Fux, Gradus ad Parnassum. Do caderno de Attwood se percebe que Mozart costumava dar um baixo para o aluno suprir um contraponto, e depois corrigia o resultado. Para alunos mais avançados, podia examinar e corrigir as composições deles, chegando a reescrever longas passagens. O aluno mais conhecido dentre todos foi Johann Nepomuk Hummel, que chegou a viver com os Mozart por cerca de dois anos, acompanhava-os em festas e na corte, e mais tarde se tornou um pianista virtuoso de grande fama.

### Instrumentos
Embora algumas das primeiras peças que Mozart compôs durante a sua juventude tenham sido escritas para cravo, ele teve igualmente contato com pianos construídos por Franz Jakob Späth de Ratisbona. Mais tarde, quando visitou Augsburgo, ficou impressionado com os pianos Stein e partilhou esse fato numa carta que escreveu ao seu pai. No dia 22 de outubro de 1777 Mozart estreou seu triplo concerto para piano K.242, tendo utilizado instrumentos fornecidos por Stein. O organista Demmler da Catedral de Augsburgo tocou a primeira parte, Mozart tocou a segunda, e Stein tocou a terceira. Em 1783, quando vivia em Viena, Mozart comprou um instrumento feito por Walter. Leopold Mozart em carta para a filha confirmou o afeto que o filho tinha pelo seu piano Walter: "É impossível descrever tal afeição. O forte-piano do seu irmão foi deslocado da sua casa para o teatro ou para a casa de outra pessoa, pelo menos doze vezes".

## A posteridade de Mozart

### Recepção inicial e influência posterior
A crítica de seu tempo era unânime em reconhecer seu talento superior, mas muitos consideravam sua música excessivamente complexa, tornando-a de difícil compreensão para o ouvinte inculto e um desafio mesmo para os conhecedores. Uma apreciação do compositor Karl von Dittersdorf é ilustrativa:
"Ele é incontestavelmente um grande gênio original, e até hoje nunca encontrei ninguém que possuísse tão assombrosa profusão de ideias. Gostaria que não fosse tão pródigo com elas. Deixa seu ouvinte sem fôlego, pois mal se examinou uma ideia, já se posta em seu lugar outra, que faz sair a primeira, e isso prossegue ininterruptamente sem cessar, de modo que no final nenhuma dessas verdadeiras belezas pode ser preservada na memória".
Contudo, também foi sintomática a posição do crítico Adolph von Knigge, que, depois de tecer um grande número de objeções a diversos aspectos da escrita de Mozart que lhe pareciam extravagantes demais, não se furtou em acrescentar: "Oh sim, todos os compositores deviam estar em condições de cometer tais erros!" Alguns relatavam que suas peças se tornavam mais acessíveis depois de audições repetidas, e outros sentiam que elas eram prejudicadas principalmente por interpretações medíocres de músicos pouco competentes, tornando-se muito mais claras nas mãos de virtuoses. Mesmo assim, no auge de sua carreira, a década de 1780, suas composições conseguiram tocar o público em larga escala, sendo ouvidas em vários pontos da Europa com sucesso. Logo após sua morte ele ainda era chamado de Orfeu ou Apolo, e se tornara um nome notório.
Mesmo com o prestígio que adquiriu em vida, Mozart não criou propriamente uma escola estética, mas sua música conseguiu sobreviver à transição para o Romantismo e ainda hoje exerce alguma influência sobre os compositores. Seus sucessores não tentaram imitar seu estilo, mas os atraíram mais aspectos de forma, técnica e sintaxe musical, quais sejam: as possibilidades que Mozart apontou para a expansão das formas musicais, sua habilidade em coordenar elementos heterogêneos para formar um todo unificado, a maneira como ele deu consistência a um fraseado eloquente e a fertilidade das ideias subsidiárias aos temas principais, usadas como ornamentos complexos e estruturantes. Não teve discípulos diretos de renome salvo Hummel, mas diversos expoentes das gerações seguintes, numa linha ininterrupta até a contemporaneidade, foram devedores dele em algum grau e o citaram explicitamente como um modelo para um ou mais aspectos de sua própria música. Dos mais destacados, pode-se citar como exemplo Ludwig van Beethoven, Franz Schubert, Gioachino Rossini, Robert Schumann, Johannes Brahms, Richard Wagner, Anton Bruckner, Piotr Tchaikovsky, Gustav Mahler, Max Reger, Richard Strauss, Igor Stravinsky, Arnold Schönberg, e mais recentemente John Cage e Michael Nyman. Para muitos outros autores atuais ele continua sendo, senão uma inspiração, um modelo de excelência.

### Os mitos

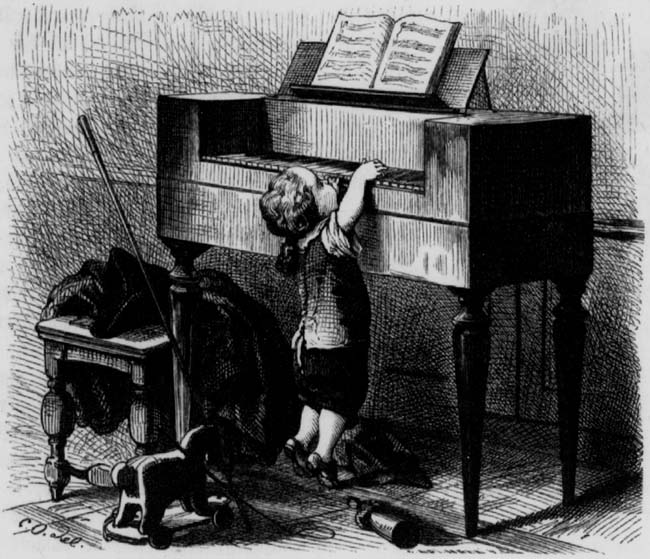
O jovem Mozart ao cravo, gravura romântica de Karl Offterdinger, 1877.

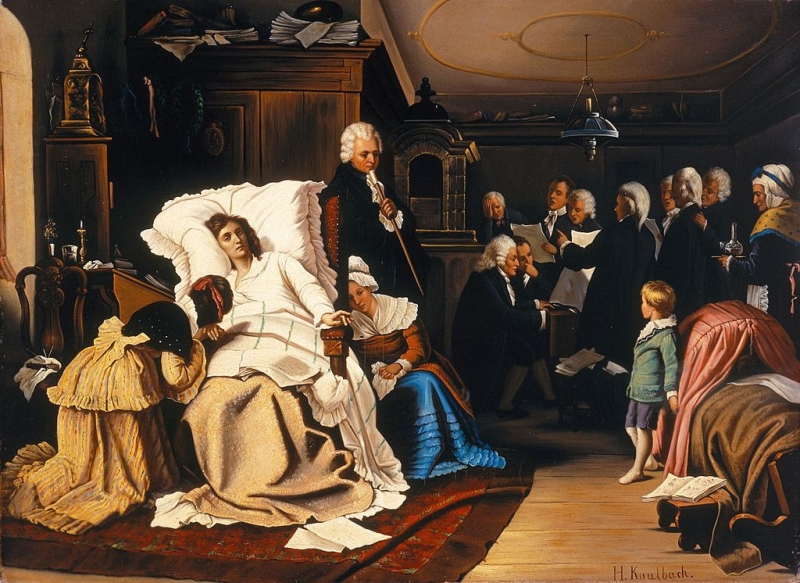
O último dia de Mozart, pintura romântica de Hermann Kaulbach, 1873.

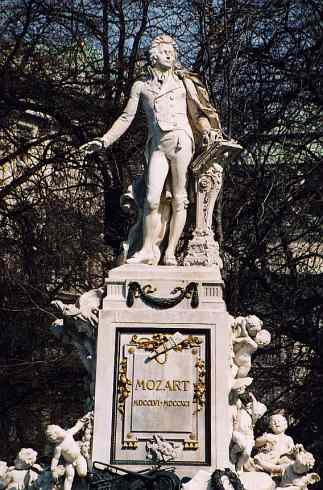
Monumento a Mozart em Viena, com uma multidão de querubins a seus pés.

A primeira biografia substancial de Mozart foi um obituário escrito por Friedrich Schlichtegroll em 1793, basicamente a partir de relatos obtidos da irmã de Mozart, Nannerl, e algum material adicional de amigos do músico. As histórias pitorescas que eles narraram ao biógrafo foram apresentadas com uma importância exagerada, criando uma imagem do músico como uma criança que nunca crescera, irresponsável e incompetente em tudo o que ficava fora do mundo da música, às expensas do estudo de sua vida como homem adulto. Essa abordagem foi mais ou menos imitada nas outras que se seguiram imediatamente, como as de Arnold, Nissen, Niemetschek, Novello e Rochlitz, todas em graus variáveis inclinadas à romantização, falseamento puro ou interpretação tendenciosa dos fatos, e elas foram a base para o nascimento de toda uma tradição biográfica distorcida, que ainda nos dias de hoje faz notar sua influência, misturando lenda e fato indiscriminadamente. Constanze também teve um papel nessa tradição, pois dispondo de acesso a muito material autógrafo de Mozart, não hesitou em destruir ou censurar correspondência do marido para que a imagem dele, e por extensão a sua, fossem apresentadas a público de maneira respeitável. Sua vida adulta sempre em apertos econômicos, sua morte ainda na flor dos anos, seu enterro numa vala comum, se tornaram objeto de muita fantasia, sendo pintadas em cores trágicas ou melodramáticas e fazendo dele uma espécie de herói incompreendido e abandonado quando mais precisava. Por outro lado, parte dos biógrafos românticos, a partir de sugestões de Schlichtegroll, desenvolveram a teoria de que Mozart fora o responsável pela sua própria ruína por ter um caráter supostamente dissoluto e extravagante, tendo-se envolvido com inúmeras mulheres, se entregado à bebida e se comportado com arrogância diante de potenciais patrões. Não bastando isso, Constanze passou a ser sistematicamente vilipendiada por se julgar que ela teria sido uma influência maligna e contribuído ativamente para a desgraça do marido. Essas histórias não só foram aceitas por vários estudiosos sérios como Alfred Einstein e Arnold Schering, mas se tornaram extremamente populares, ainda que a crítica mais atualizada as considere em larga medida desprovidas de qualquer fundamento.
Além desses aspectos, outras distorções em suas biografias surgiram de vê-lo como um gênio. Certamente o enorme talento de Mozart abria espaço para isso, mas então todas as construções biográficas românticas se estruturaram a partir de uma ideia preconcebida de como um gênio deveria ser e se comportar. Como o próprio conceito de gênio se transformou desde o século XVIII para cá, o resultado é que se formaram várias imagens diferentes de Mozart. Essa tradição foi lançada pelo seu pai Leopold, de acordo com uma visão quase religiosa do gênio como um ser abençoado por Deus. Com tal privilégio inato, cabia a Mozart consumar essa profecia. Biógrafos católicos como Adolphe Boschot, Téodor de Wyzewa e Georges de Saint-Foix deram prosseguimento ao tema como se o gênio fosse algo externo ao músico, como se falasse através dele, enfatizando a ideia de que Mozart não precisara estudar, se esforçar ou refletir para compor, como se tivesse nascido do nada, já inteiramente pronto, sem ter sofrido influências ou se relacionado com seu ambiente, mas é de notar que o próprio Mozart, ainda que cônscio de suas habilidades excepcionais, jamais descreveu a si mesmo como um gênio nesse sentido, e reconheceu seu débito para com outros músicos. Não obstante, chegou a se divulgar em 1815 uma carta falsificada de Mozart onde ele descrevia seu processo compositivo como uma inspiração próxima do sonambulismo. Essa visão fez de Mozart não apenas um ser especial, mas verdadeiramente angélico, essencialmente bondoso, sadio e equilibrado, e por isso um clássico por excelência.
Todo esse ideário distorcido ou fantástico sobre Mozart foi aproveitado também por outros artistas românticos para inserí-lo na literatura ficcional. A prática iniciou com E. T. A. Hoffmann, que escreveu em 1814 um conto, Don Juan, onde a ópera Don Giovanni é analisada como uma alegoria da queda de um espírito em sua busca equivocada do divino através do amor da mulher. Alexandre Pushkin contribuiu com duas pequenas tragédias, Mozart e Salieri — transformada em ópera por Rimsky-Korsakov —, e O Convidado de Pedra, a primeira reforçando a lenda do envenenamento de Mozart, e a outra uma releitura também do Don Giovanni original, encontrando no protagonista um alter ego do compositor. Aliás esta ópera atraiu diversos outros escritores românticos, como Søren Kierkegaard, Eduard Mörike e George Bernard Shaw, com uma variedade de interpretações filosóficas, morais e psicológicas.
- Abertura da ópera Don Giovanni

### Difusão de sua música
Durante a vida de Mozart as composições eram difundidas através de cópias manuscritas ou edições impressas. Na infância e juventude de Mozart seu pai administrou a divulgação, mas imprimiu-se e copiou-se relativamente pouco a fim de proteger os interesses do filho, pois depois de saídas das mãos do compositor não era raro que as obras fossem recopiadas e republicadas sem sua autorização. O que apareceu impresso foram peças de câmara, pois óperas e obras orquestrais de grande porte só circulavam em manuscritos. Na década de 1780 a difusão se ampliou. Viena se tornara então um grande centro de publicação, e as necessidades financeiras de Mozart exigiam a venda de obras. Desta forma, até sua morte um significativo número de suas composições foram oferecidas ao público, totalizando cerca de 130, alcançando muitos países da Europa, a ponto de sua fama ser comparada somente à de Haydn. Ele foi regularmente citado em obras teóricas e dicionários musicais e suas óperas eram divulgadas por companhias itinerantes.
Imediatamente após sua morte apareceu uma grande quantidade de novas peças no mercado, em parte pelo grande sucesso de A Flauta Mágica, pela fama do compositor e também pela provável liberação de várias obras inéditas por Constanze. Em seguida as editoras Breitkopf & Härtel de Leipzig e André de Paris procuraram a viúva para adquirir outras. O projeto de Breitkopf era ambicioso, tanto que em 1798 se iniciou a primeira reunião de suas obras completas, embora isso não fosse conseguido naquele momento. Porém em 1806 já haviam aparecido dezessete volumes. Em 1799 Constanze vendeu a maior parte de sua herança em manuscritos a André, mas a venda não resultou em uma publicação massiva. Mas como o editor se preocupava com a fidelidade aos originais, as obras que ele imprimiu são valiosas e algumas delas são as únicas fontes para determinadas peças, cujos originais mais tarde se perderam.

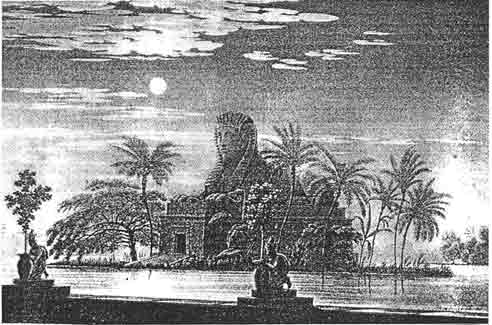
Cenário para A Flauta Mágica projetado por Karl Schinkel, 1825.

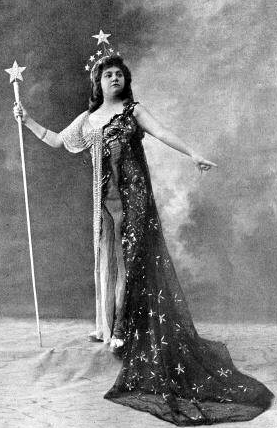
A cantora Alice Verlet no papel da Rainha da Noite, em apresentação da Flauta Mágica de 1912.

Em meados do século XIX o interesse pela música de Mozart reviveu, junto com uma redescoberta generalizada da música do passado, mas o número de obras suas que ainda eram ouvidas não era grande. Das óperas permaneciam viáveis Don Giovanni, Le nozze di Figaro e A Flauta Mágica, e da música instrumental, as peças em clave menor e as últimas sinfonias, mais acessíveis à sensibilidade romântica que a esta altura assumia a primazia estética na Europa, suplantando o Classicismo. Mozart passou a ser visto pelos críticos germânicos como um compositor tipicamente romântico, que expressara com perfeição os mais profundos anelos da alma alemã, e se encontrou em sua música, especialmente naquelas compostas em tonalidades menores e na ópera Don Giovanni, elementos dionisíacos, perturbadores, passionais, destrutivos, irracionais, misteriosos, sombrios e mesmo demoníacos, em diametral oposição aos ideais classicistas. Não obstante, para o século XIX europeu em geral a imagem de Mozart como um compositor clássico prevaleceu, mas sua música tendeu a ser entendida de forma ambivalente e muitas vezes estereotipada. Para uns o Classicismo era um estilo formalista e vazio; como Berlioz, que já não suportava as óperas mozartianas, achando-as todas iguais e vendo nelas uma beleza gelada e tediosa. Outros, porém, como Brahms, podiam encontrar em suas últimas sinfonias ou em seus melhores concertos obras mais importantes do que as de Beethoven nos mesmos gêneros, ainda que estas fossem tidas como mais impactantes. Schumann, numa tentativa de elevar a música de Mozart ao domínio da atemporalidade, disse que a claridade, serenidade e graça eram as marcas distintivas das obras de arte da Antiguidade, e que eram também as da "escola mozartiana", e descreveu a sinfonia K550 como de "esvoaçante graça grega". Outros como Wagner, Mahler e Czerny viam Mozart mais como um precursor necessário para Beethoven, que teria levado a arte da música à consumação profetizada mas não realizada por Mozart.
As óperas de Mozart foram reapresentadas em festivais esporádicos em Salzburgo entre o fim do século XIX e início do século XX, mas os festivais mozartianos modernos só iniciaram na década de 1920, depois de iniciativas de Hermann Bahr, Max Reinhardt, Richard Strauss e Hugo von Hofmannsthal, e logo que se estabilizaram atraíram a participação dos melhores regentes do período, como Bruno Walter, Clemens Krauss e Felix Weingartner. Fritz Busch desempenhou um grande papel ao transpor para o Festival de Glyndebourne, no Reino Unido, aspectos da abordagem austro-germânica de Mozart, o que foi fundamental para a fixação do estilo de performances ao longo do século, e com a atuação de John Christie e sua esposa, Glyndebourne se tornou um festival quase exclusivamente dedicado a Mozart, apresentando além disso as óperas em sua língua original, o que era raro em países não-germanófonos. Na década de 1950 Idomeneo e Così fan tutte entraram no repertório operístico, e na década de 1970, com uma maior aceitação das convenções da opera seria, outras de suas óperas passaram a ser ocasionalmente revividas. Outros gêneros cultivados por ele também passaram para o repertório padrão, especialmente os concertos para piano e as sinfonias, e a influência da divulgação de suas músicas em discos foi profunda em tornar Mozart um nome popular; entre as décadas de 1960 e 1970 apareceram gravações completas de gêneros inteiros.
Em direção ao fim do século estudos especializados introduziram um estilo de prática musical que tenta reconstruir meios e técnicas autênticos do século XVIII. A tendência recente dos intérpretes é depurar toda a sua música da tradição interpretativa e orquestral típicos do Romantismo, que ainda sobreviviam inadequadamente na música classicista de Mozart. Por outro lado, ainda nos dias de hoje os estereótipos que se formaram em torno da música mozartiana a partir de leituras superficiais do Classicismo, entendendo-o somente como algo "elegante", ou "tranquilo" ou "perfeito", embora possuam algum fundamento, influem negativamente na correta apreciação de seus trabalhos, que são muito mais ricos, surpreendentes e variados do que suportam as análises irrefletidas e desinformadas. Segundo Harnoncourt, atualmente a música de Mozart encarna para muitos o apogeu da harmonia serena e luminosa, louvam-se as interpretações que se caracterizam por uma perfeição estilística, sem tensões, sem nuanças, sem qualquer dureza, conflito ou desespero, reduzindo a substância musical a "um doce sorriso", e o que se desvia dessa norma é rejeitado por aproximar demais Mozart da estética dramática consagrada por Beethoven. Esse entendimento equivocado, ou pelo menos parcial, sobre o classicismo mozartiano, contrasta com impressões registradas na sua própria época, que descreviam diversas peças suas com expressões tais como "fogosa", ou "apaixonadamente emocionante", ou "aterradoramente bela", ou "passando do mais melancólico ao mais sublime", e outros adjetivos indicadores de intensidade, diversidade e dinamismo.

### Estudos críticos
A primeira biografia crítica sobre Mozart foi escrita por Otto Jahn entre 1856–1859, um estudo monumental e de base científica que sumarizou as biografias anteriores e procurou distinguir fato de lenda até onde foi possível para a época. Em parte idealizou Mozart, mas sua realização, como disse King, foi espetacular, recebendo várias reedições com acréscimos significativos. Outro marco nos estudos especializados de Mozart foi o levantamento catalográfico da sua obra completa, levado a cabo em 1862 por Ludwig von Köchel. Em seguida apareceu a igualmente monumental biografia de Wysewa e Saint-Foix, uma das mais extraordinárias empreitadas biográficas a respeito de qualquer compositor, com elevado grau de detalhamento. Por importante que tenha sido, foi uma obra falha em vários aspectos, especialmente no tocante à cronologia, hoje obsoleta, e à isenção crítica, também tendendo a idealizar seu sujeito, mas mesmo assim permanece uma referência por sua aguda penetração nas sutilezas da obra mozartiana. Em 1954 Alfred Einstein apresentou uma biografia de abordagem então original, que se tornou um clássico no gênero, estudando-o não pelo viés cronológico, mas temático. Nas últimas décadas a mais importante e abrangente foi a biografia de Erich Schenk, de 1955, ampliada em 1975, muito detalhada, e baseada em fatos documentados e em pesquisas recentes.
No século XX, além das biografias, estudos sobre pontos específicos de sua obra também conheceram um impressionante progresso, abordando todos os aspectos de técnica compositiva, estilo, orquestração, significado, fontes, edições, contexto, influências, derivações, autenticidade, interpretação, legado, gêneros, comparativos e muitos outros, sem falar em numerosos periódicos exclusivamente dedicados à mozartiana, resultando em um material vasto o suficiente para gerar a necessidade de serem lançados livros apenas para o levantamento da bibliografia acumulada.

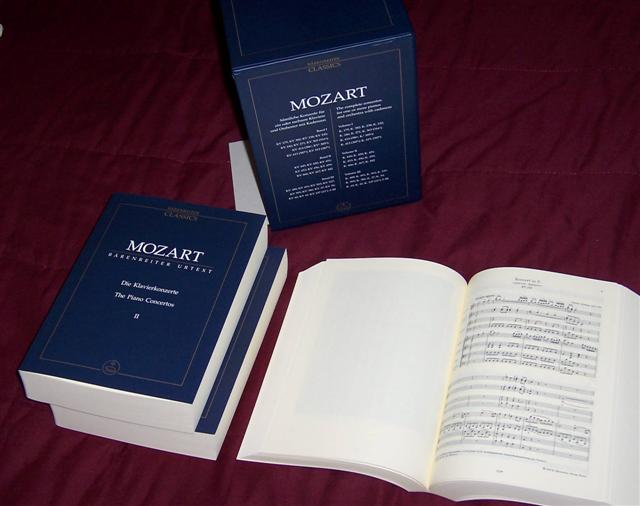
Volumes da Neue Mozart-Ausgabe.

Antes do trabalho de Köchel na catalogação de suas obras completas, apareceram diversas outras tentativas de compilação da obra de Mozart, mas nenhuma a rigor mereceu o nome de completa. De fato, nem mesmo a de Köchel o mereceu quando foi publicada, ainda que tenha se consagrado e permaneça em uso, sendo constantemente atualizada com as descobertas recentes. Aquela pretensão foi atendida em linhas gerais somente com a publicação da Alte Mozart-Ausgabe (Antiga Edição Mozart – AMA), de 1877–1883, completada em 1910, e também através da iniciativa de Köchel, revendo com mais exatidão seus estudos anteriores e ampliando-os com comentários críticos mais profundos de um grande grupo de colaboradores que incluía entre outros Johannes Brahms, Philipp Spitta e Joseph Joachim. O resultado foi de todo notável, dificilmente concebível mesmo nos dias de hoje, mas esta edição ainda padecia de uma fraca unidade editorial e deixava alguns aspectos importantes sem análise. Com a ininterrupta série de estudos aparecendo, logo se patenteou que a AMA estava se tornando ultrapassada em vários pontos, e se planejou uma nova edição completa. Depois de muitas delongas causadas pela II Guerra Mundial, em 1954 a Internationale Stiftung Mozarteum de Salzburgo anunciou o lançamento da Neue Mozart-Ausgabe (Nova Edição Mozart – NMA), iniciando a publicação em 1955 sob a direção editorial de um grupo de musicólogos ilustres capitaneados por Otto Deutsch e financiada pela iniciativa privada em parceria com o governo da Alemanha. O mais importante diferencial da NMA foi sua abordagem, procurando oferecer uma edição que prima pela fidelidade aos originais e que aproveita as mais recentes pesquisas no terreno da autenticidade histórica da música. O trabalho principal só foi concluído em 1991, compondo 120 volumes, mas a edição ainda é continuada com suplementos.
Tem ocupado importante espaço no estudo da obra de Mozart a análise da sua correspondência. De acordo com Eisen as cartas da família Mozart compõem a mais extensa e pormenorizada correspondência sobre qualquer compositor do século XVIII ou anterior. Ao todo sobrevivem quase 1 600 cartas de Mozart e seus familiares, que fornecem um corpo de informação inestimável não apenas sobre sua vida mas sobre o ambiente cultural de seu tempo, além de darem dados valiosos sobre a cronologia de suas obras e seu processo compositivo, às vezes trazendo descrições detalhadas sobre vários aspectos de peças individuais.
Biografias menos eruditas e outras narrativas surgiram em profusão no século XX, descrevendo-o de uma grande variedade de maneiras. Houve aquelas que deram continuidade aos mitos românticos, falando dele em termos tais como "filho do Sol" e "sua música é o mesmo que civilização", ou "só com a reverência devida aos santos e mártires se pode falar da vida e morte de Mozart", ou lamentando que ele "havia morrido de fome e sido enterrado numa cova de indigentes". Na Alemanha nazista representaram-no como um nacionalista, ao mesmo tempo que outros países precisaram como compensação descrevê-lo como um cosmopolita, amante da humanidade, e o que de melhor a cultura germânica possuía. Obras do leste europeu preferiram vê-lo como um compositor do povo, uma espécie de socialista avant la lettre, e as mais diversas tendências intelectuais do século XX de uma ou outra forma puderam ser-lhe aplicadas, sendo um tema da história social, da história das ideias e, logicamente, da história da música. Foi até colocado no divã psicanalítico, adquiriu um status de guru da Nova Era e foi transformado em ícone punk. Por causa da complexidade de sua pessoa, sua música e seu tempo, e por causa da grande quantidade de documentação sobrevivente sobre todos esses aspectos, praticamente qualquer ponto de vista a seu respeito pode ser respaldado com pelo menos alguma evidência.
Por outro lado, como lembrou Sadie, com a quantidade de novos estudos sempre aparecendo, os "fatos" de sua vida estão sempre mudando, pois muito material novo vem sendo descoberto, incluindo obras musicais, o que implica uma contínua reavaliação do impacto dessas descobertas sobre o que já é conhecido, dando lugar a novas interpretações e conclusões. Um exemplo dessa situação é a frágil substancialidade da classificação de Mozart como um clássico, e da própria definição de Classicismo, contra as quais foram levantadas várias objeções, tanto históricas como contemporâneas — basta lembrar que para muitos românticos ele era também um romântico. Com as pesquisas recentes muitos conceitos consagrados vêm sendo revistos, e o Classicismo não foge à regra. Alguns autores têm apontado para o fato que em seu próprio tempo o conceito sequer existia, e os músicos daquela época chamavam a si mesmos de "modernos". A consagração do termo aplicado à música só ocorreu em meados do século XIX, primeiro como um elogio, com o significado simples de "exemplar", e como definição estética surgiu de uma cisão na intelectualidade germânica entre os que se declaravam pelos princípios do Romantismo e os que assumiam uma postura conservadora e se opunham aos românticos. Outros assinalam que os termos definidores usuais do Classicismo — perfeição, unidade, síntese, equilíbrio, contenção e integração forma/conteúdo — podem ser perfeitamente aplicados a outras manifestações artísticas, esvaziando o conceito de um significado profundo. Contudo, ele permanece largamente usado.

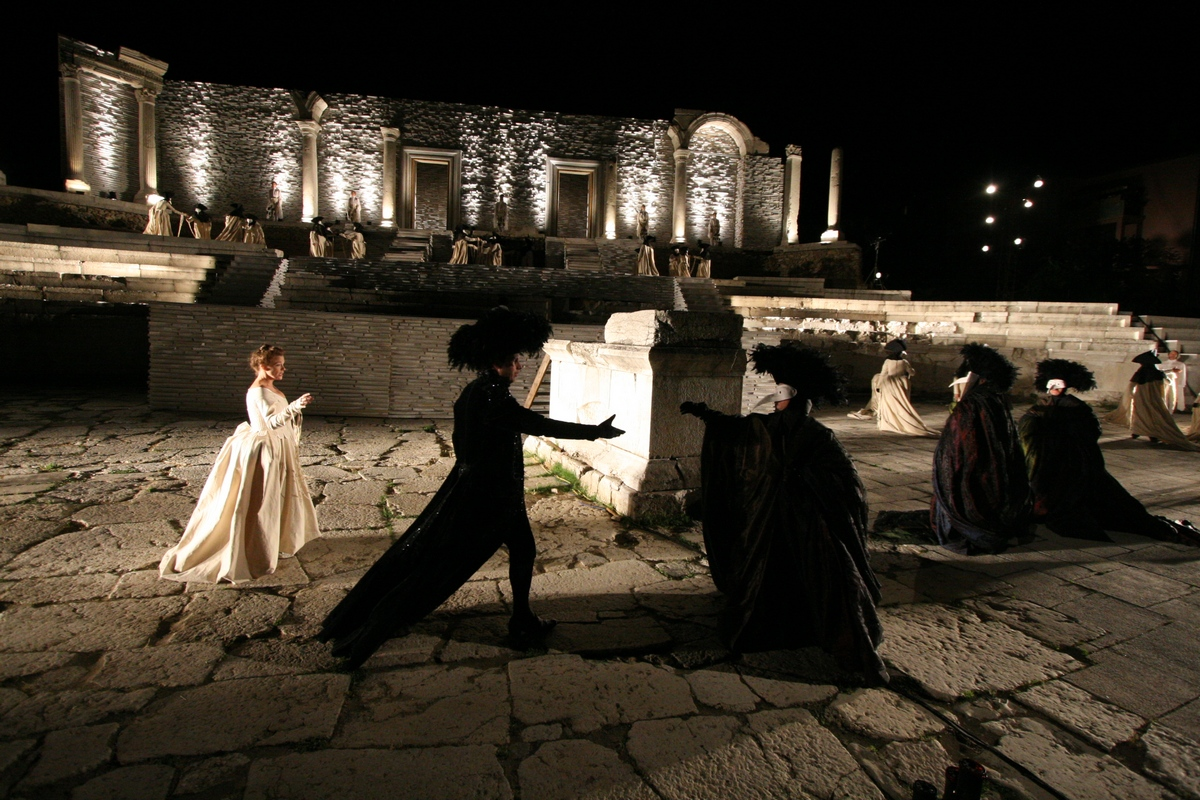
Apresentação recente da ópera Don Giovanni, State Opera Stara Zagora, Bulgaria, 2009.

Na opinião geral da crítica especializada contemporânea, Mozart é um dos maiores nomes de toda a história da música do ocidente, e de acordo com Eisen & Keefe, editores da The Cambridge Mozart encyclopedia, publicada pela Universidade de Cambridge, é um ícone de toda a sociedade ocidental, mas a posição central que ele ocupa hoje nessa história não foi alcançada senão recentemente; até então ele havia sido apreciado, às vezes até deificado, mas dentro de um âmbito limitado. Não foi um revolucionário, aceitando a maior parte das convenções musicais de seu tempo, mas sua grandeza reside na complexidade, amplitude e profundidade com que as trabalhou, sobressaindo-se acima de seus contemporâneos. Como disse Rushton, sua popularidade cresce, e ainda que em pontos específicos suas obras possam ser criticadas, ele é um compositor que já não precisa de advogados para defendê-lo.

### Mozart na cultura popular
Em tempos mais recentes, graças à sua fama mundial, a imagem de Mozart se tornou um produto largamente explorado, chegando, segundo Jary, ao ponto do abuso, transbordando as fronteiras do mundo da música e sendo aproveitado para a indústria do turismo, do comércio, da propaganda, do cinema e também da política, muitas vezes já sem qualquer associação com seus atributos históricos e artísticos legítimos. Neste contexto, com necessidades vastamente díspares a serem atendidas, os limites do bom gosto são facilmente ultrapassados. Sua imagem aparece em bibelôs de porcelana, em embalagens de sorvete, cigarros, chocolate, perfume, roupas, cartões postais, calendários, livros de receitas e inúmeros outros bens de consumo. Hoje existem empresas exclusivamente dedicadas a explorar sua imagem no comércio, com lucros vultosos.
Há poucos anos Rauscher e Shaw publicaram artigos afirmando que estudantes colegiais elevaram seus pontos em um teste de desempenho espaço-motor após escutarem uma sonata de Mozart. Logo esses estudos sobre o que veio a ser chamado Efeito Mozart chegaram à imprensa e se divulgaram em larga escala, mas a interpretação do público foi de que a música de Mozart tornava as pessoas mais inteligentes, e se tornou uma moda colocar crianças a ouvirem música mozartiana. Porém, diversos outros testes controlados foram realizados por outros pesquisadores tentando reproduzir aqueles resultados, mas a confirmação consistentemente não foi obtida. Um desses testes reproduziu exatamente as condições do estudo original, e mesmo assim a resposta foi negativa. A própria Frances Rauscher refutou a ligação dos resultados de seu teste com o aumento de inteligência, dizendo que eles se referiam especificamente a tarefas de visualização mental e ordenamento temporal. Isso entretanto não foi suficiente para desacreditar o Efeito Mozart entre o público leigo; ele continua a ser divulgado como um fato e "Music for The Mozart Effect (Música para o Efeito Mozart) se tornou uma marca comercial, oferecendo gravações selecionadas que, segundo os reclames publicitários, já beneficiaram "milhões de pessoas", e incluem um programa de áudio intitulado Mozart as Healer (Mozart como curador). O impacto dessa publicidade foi muito além do mero comércio. Nos Estados Unidos o estado da Geórgia passou a entregar para os pais de cada bebê recém-nascido — cerca de cem mil ao ano — um CD de música clássica. Na Flórida uma lei obrigou que todos os programas educacionais e de cuidado da criança patrocinados por fundos públicos tocassem música clássica por trinta minutos todos os dias para crianças abaixo de cinco anos. A polêmica prossegue, pois alguns novos estudos dizem confirmar o Efeito Mozart, e outros continuam a levantar dúvidas.
Essa multiplicação tantas vezes acriteriosa da presença de Mozart contribui, por um lado, para aumentar o interesse geral por ele, mas por outro perpetua estereótipos, que são óbvios em filmes, livros de literatura ficcional e peças teatrais que ele continua protagonizando, como Wolfgangerl, de Gunnar Gällmo, Amadeus, de Milos Forman (baseado na peça homônima de Peter Shaffer), e Mozart and the Gray Steward, de Thornton Wilder. Mesmo no mundo da indústria da música erudita existe uma clara tendência a distorcer os fatos; umas poucas peças recebem gravações repetidas e de grande tiragem, enquanto que o resto de sua vasta produção permanece desconhecida do grande público. Essas mesmas peças selecionadas são usadas como trilha sonora em outras situações porque sua imensa popularidade garante a atração dos consumidores para outros produtos. Mais grave é sua apropriação pela política, sendo um exemplo o uso da imagem de Mozart pelo regime nazista da Alemanha. Em 1938 o slogan Mozart como Apolo foi usado em um festival de Salzburgo comemorando a anexação da Áustria à Alemanha, e em 1939 o músico se tornou um símbolo do pacto de Hitler com Mussolini. De acordo com declarações do ministro da propaganda nazista, Joseph Goebbels, a música de Mozart era uma defesa dos soldados alemães contra os "bárbaros do leste europeu". Mesmo depois da guerra o Estado austríaco continuou usando Mozart como uma espécie de embaixador da Áustria, alegando-se que seu gênio permanecia pairando sobre o país. Esse uso extensivo de Mozart em uma imensa variedade de situações não parece estar enfraquecendo com o passar dos anos, e na ópera Mozart in New York, de Helmut Eder, é dito ironicamente que seja em souvenirs turísticos, seja figurando na nota de cinco mil xelins austríaca, "Mozart é dinheiro!".

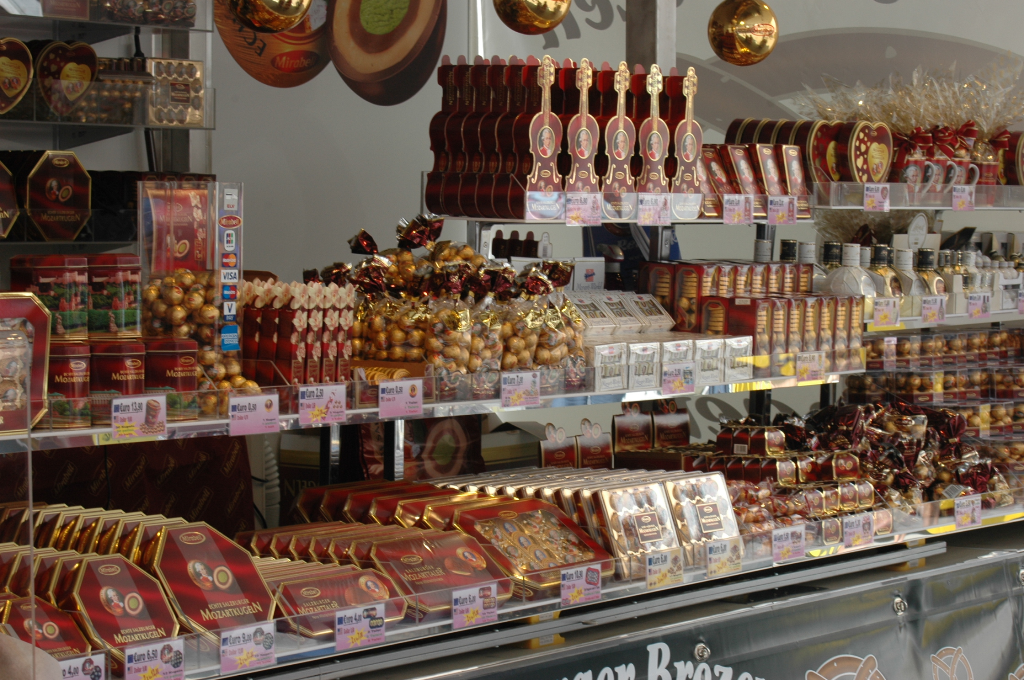
Loja com inúmeros produtos ilustrados com a imagem de Mozart.
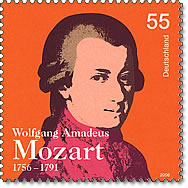
Selo da Alemanha.
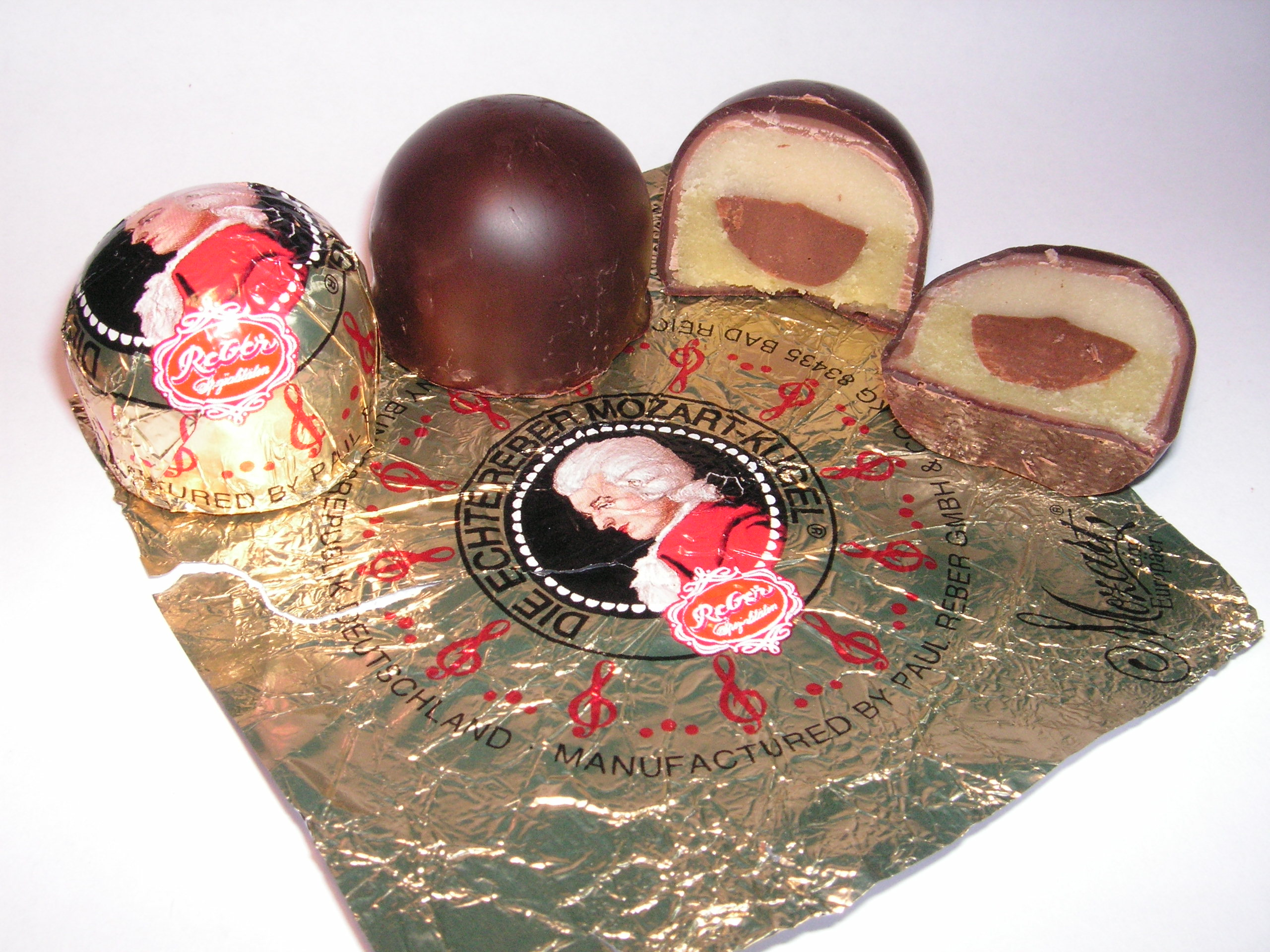
Mozart em embalagem de chocolate.
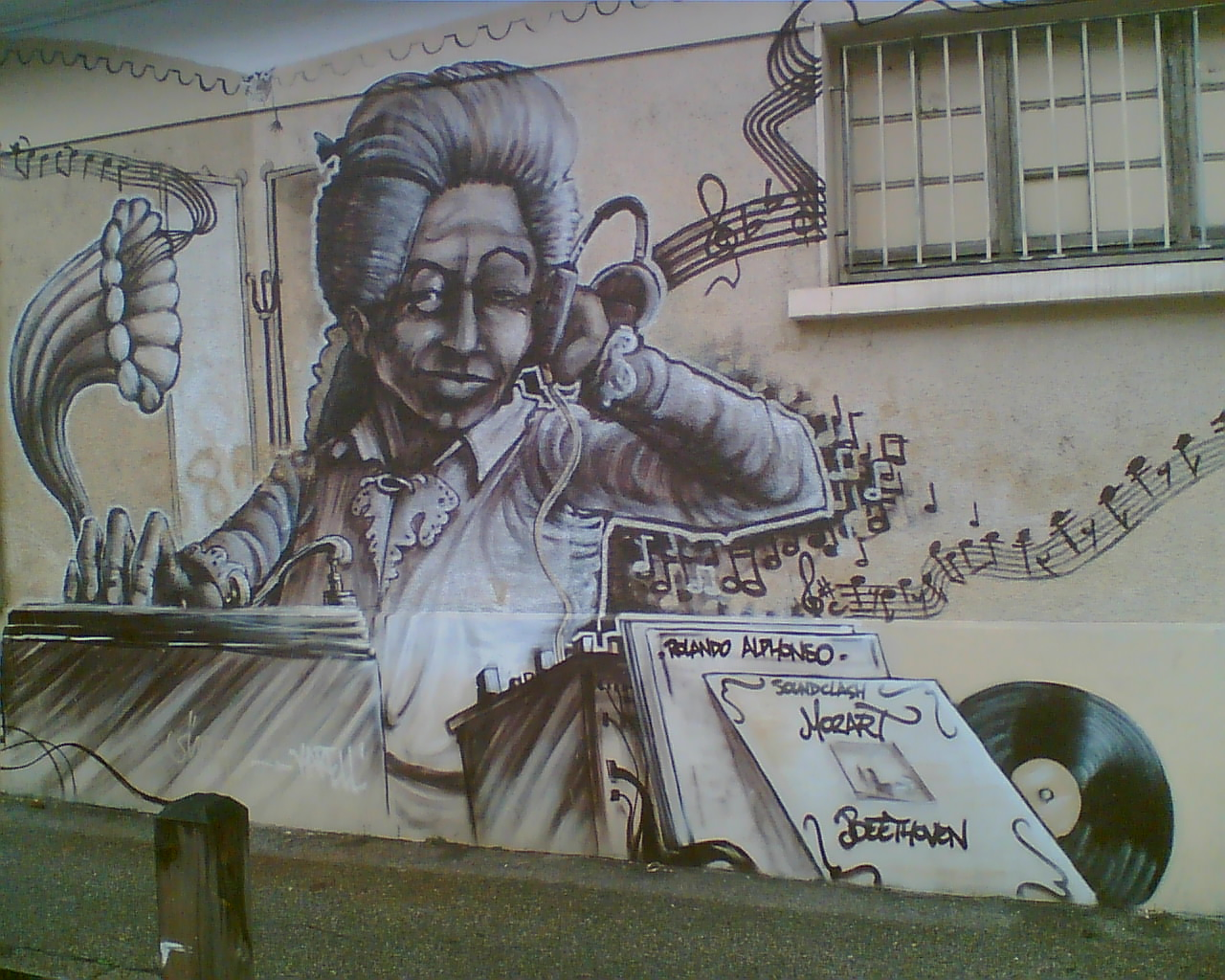
Mozart em graffiti popular, representado como um DJ.

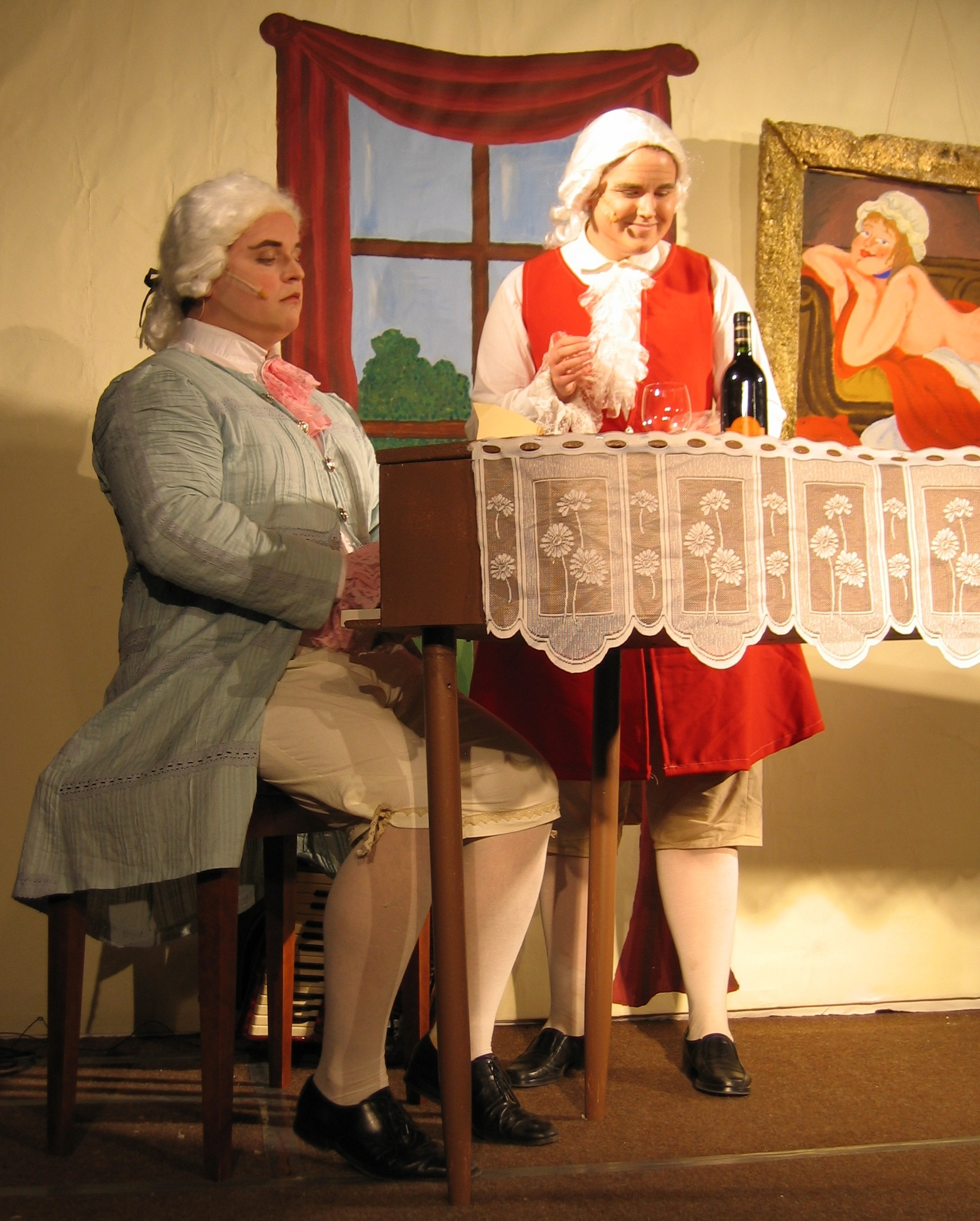
Mozart como personagem de uma comédia estudantil sueca, Mozart eller Det går lika bra med Salieri.
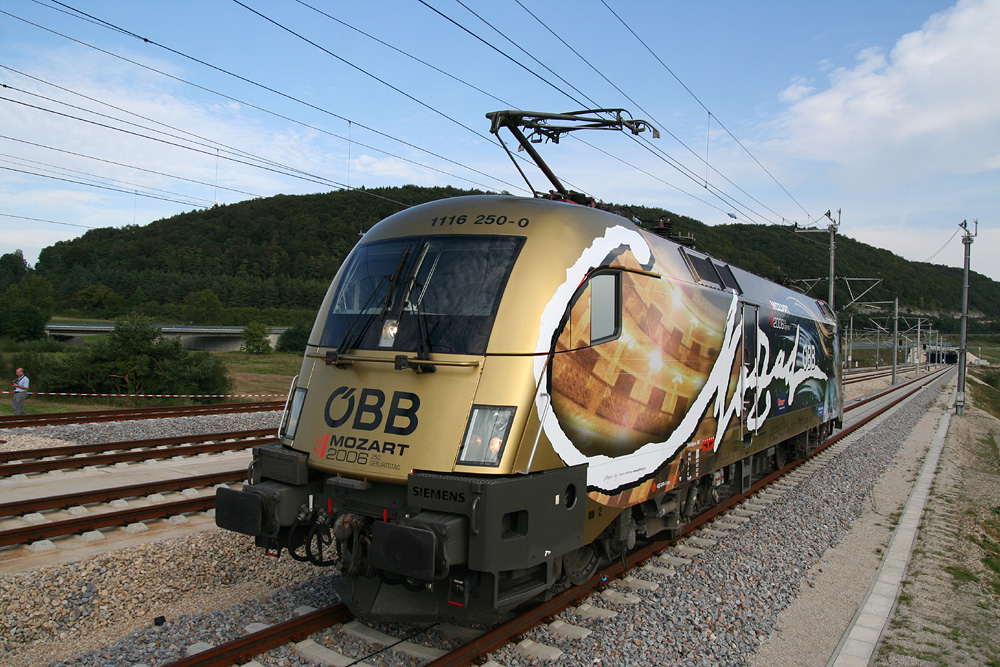
Locomotiva EuroSprinter com o nome de Mozart.
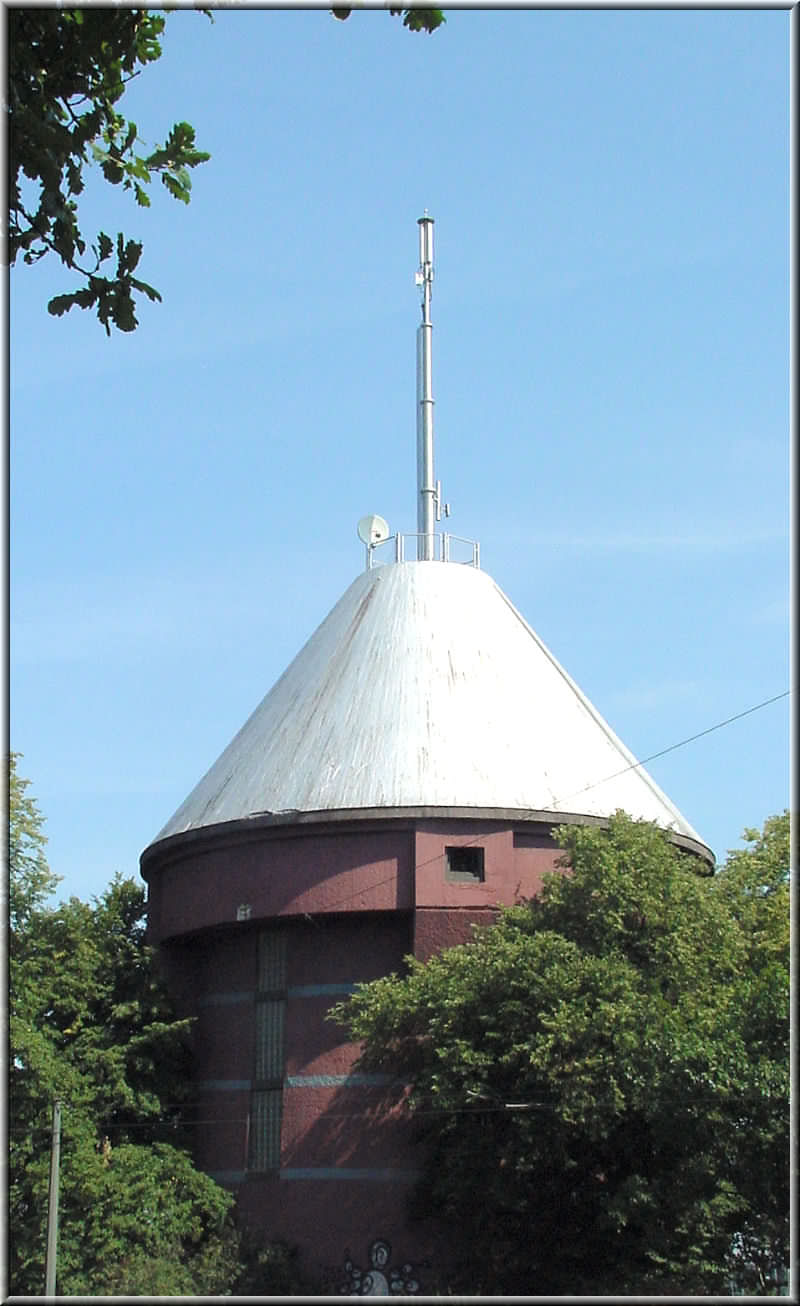
Torre Mozart em Darmstadt.